# Lista de cidades da Califórnia

Localização da Califórnia nos Estados Unidos.

Esta é uma lista de cidades e vilas do estado da Califórnia, Estados Unidos
A lei da Califórnia não faz distinção entre city e "town", e os municípios podem usar um ou outro termo em seus nomes oficiais. De acordo com o Censo 2010, 30 908 614 de 37 253 956 moradores da Califórnia viviam em áreas urbanas, o que representa 82,97% da população. Os condados de Alpine, Mariposa e Trinity não possuem localidades incorporadas. Existem 482 localidades incorporadas na Califórnia, sendo 460 cidades e 22 vilas.
O primeiro município a ser incorporado foi Sacramento em 27 de fevereiro de 1850, enquanto o mais recente foi Jurupa Valley em 1 de julho de 2011. O maior município em população e área de terra é Los Angeles, com 3 792 621 habitantes e 1 213,8 km². O menor município em população é Vernon com 112 pessoas, enquanto o menor em área terrestre é Amador City com 0,80 km². Maywood é a cidade mais densamente povoada, com 8 963,8 hab/km² e Industry é a menos densamente povoada, com 7,2 hab/km². Mais de 84% da área total de Brisbane é coberta por água.
As cidades com o maior crescimento populacional da Califórnia são: Lincoln (282,1%), Beaumont (223,9%), Elk Grove (155,1%), Murrieta (133,7%), Wildomar (128,8%), Soledad (128,5%) e Brentwood (120,9%). Industry é a cidade com a maior redução populacional do estado, 72%.

## Cidades e vilas

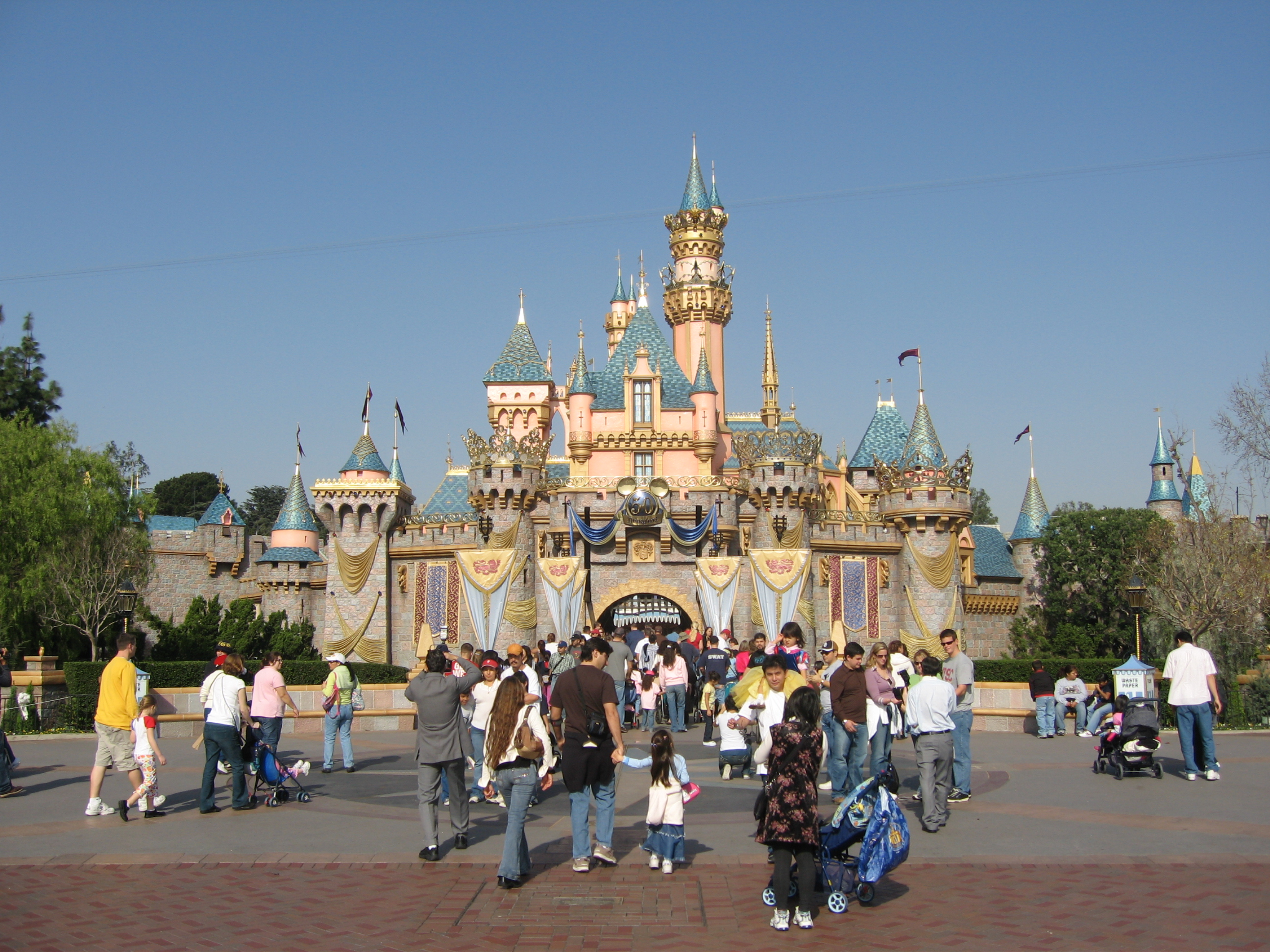
Disneyland em Anaheim

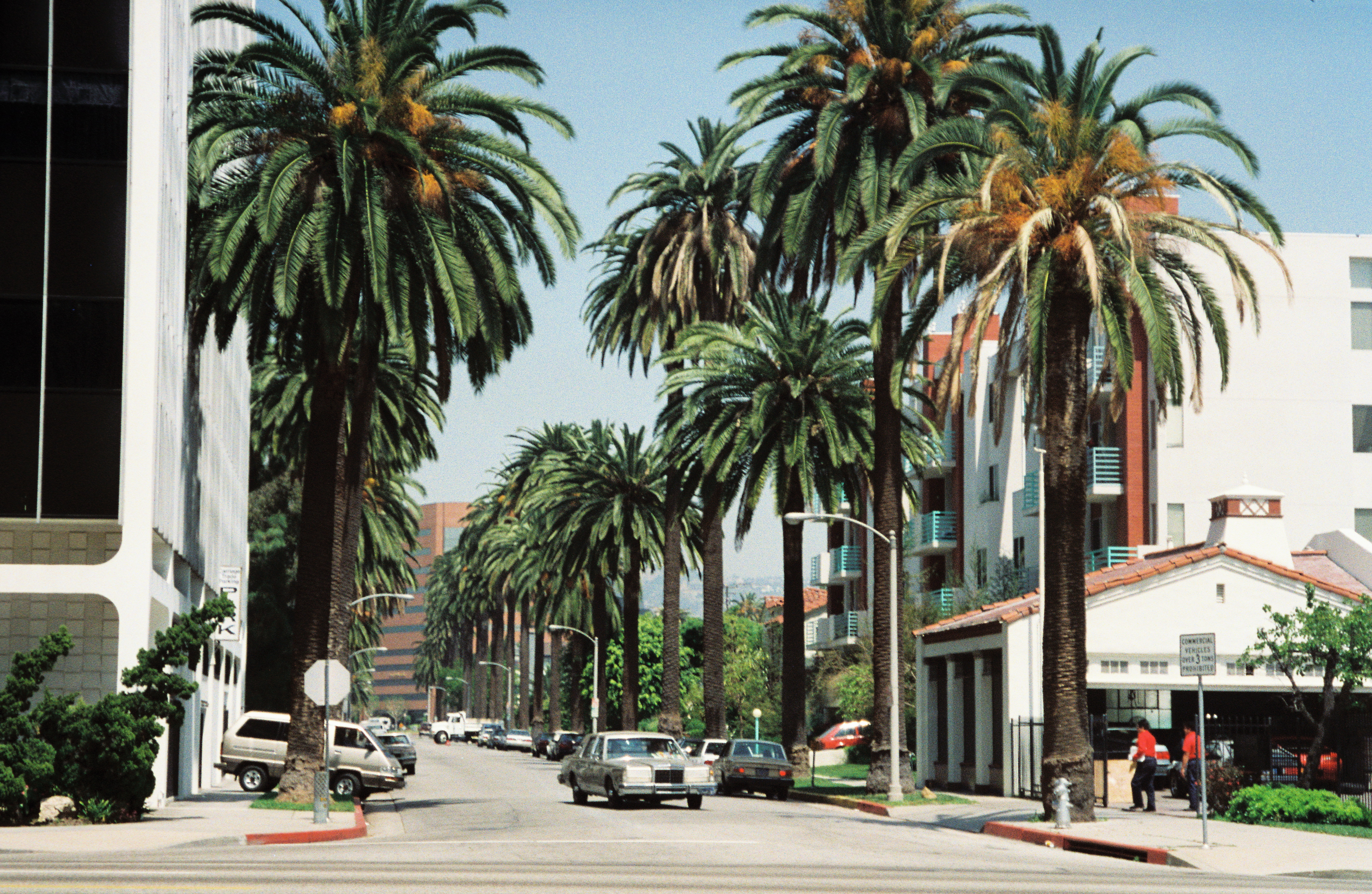
Beverly Hills

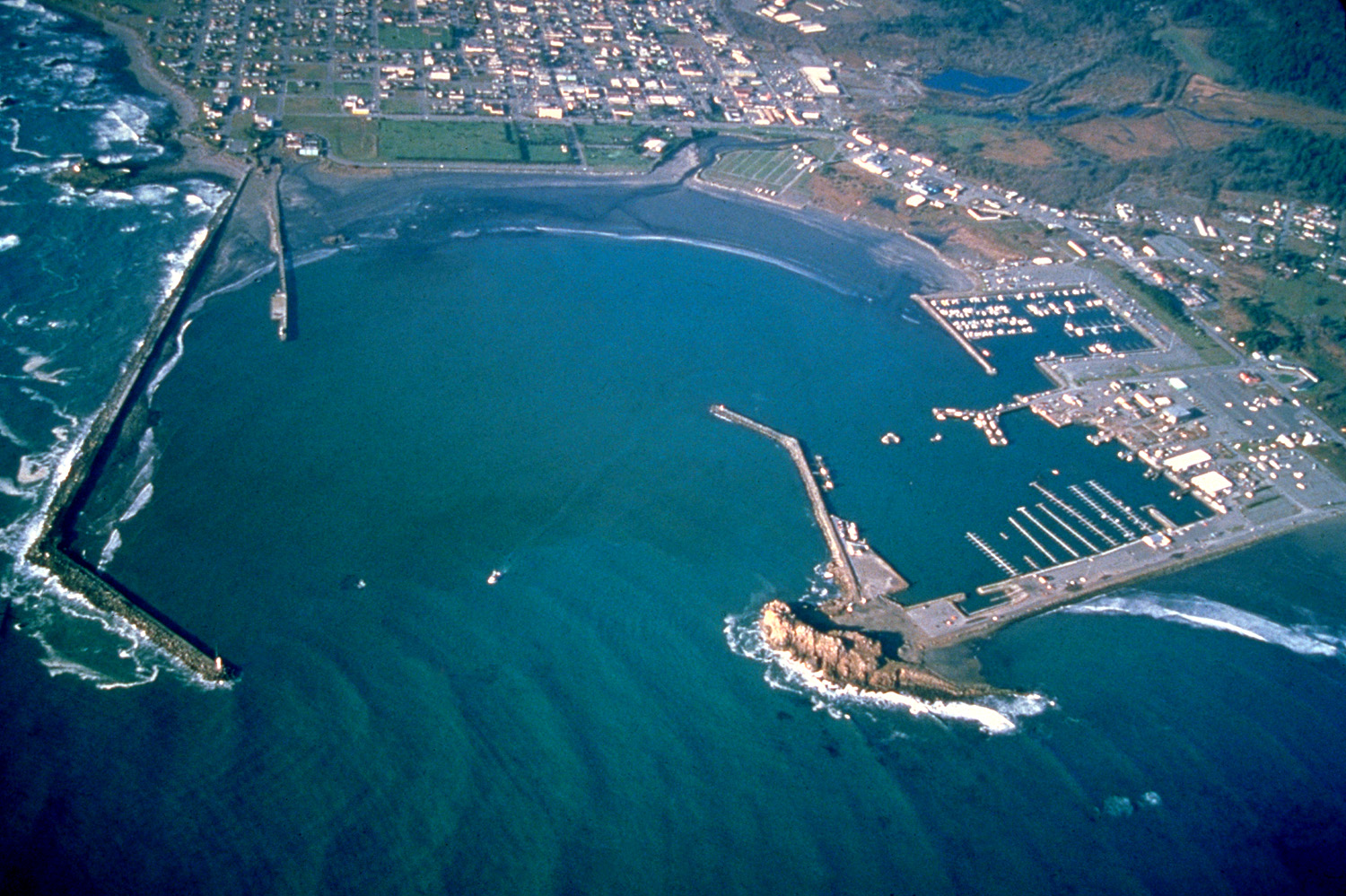
Porto de Crescent City

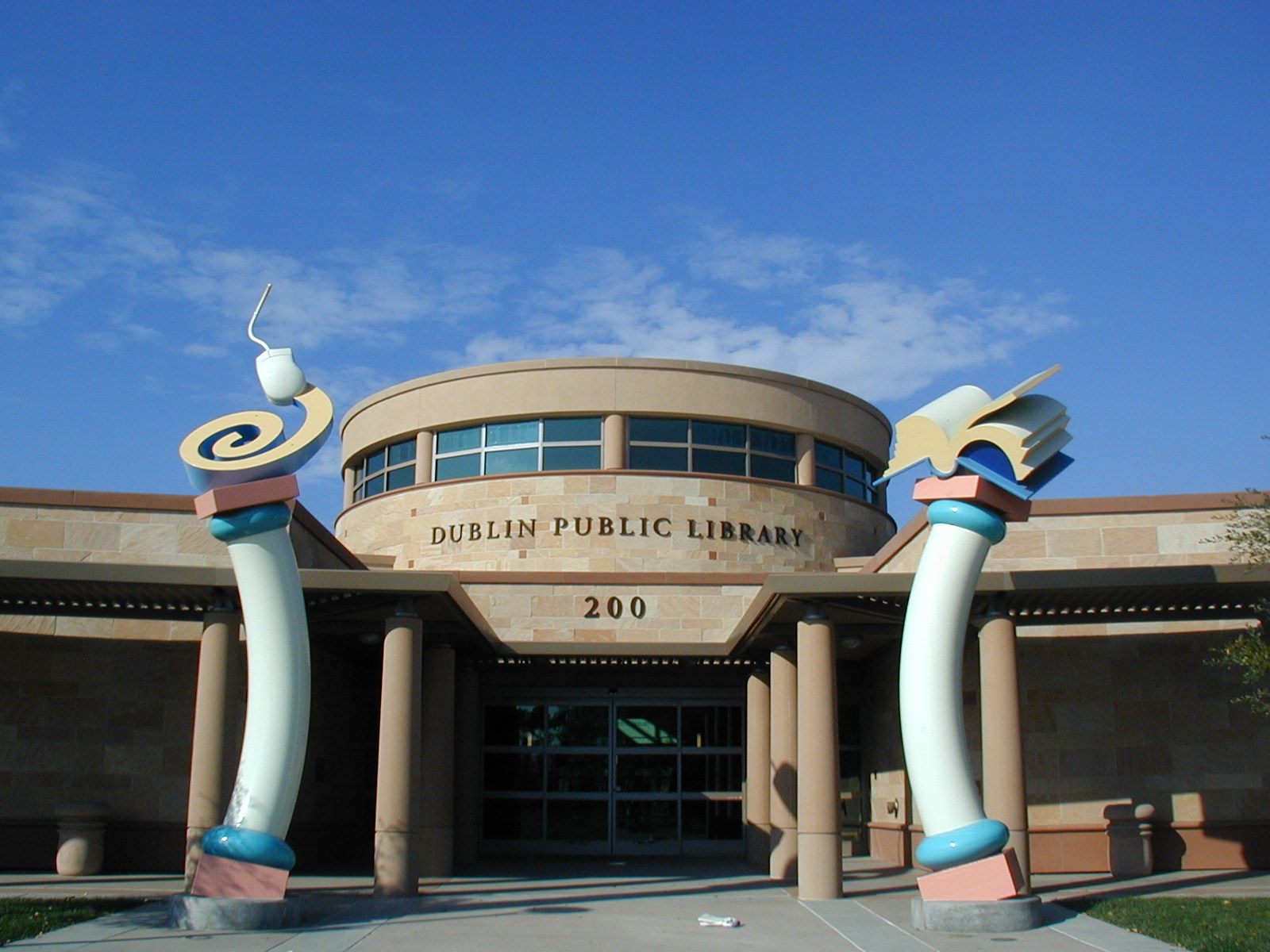
Biblioteca pública em Dublin

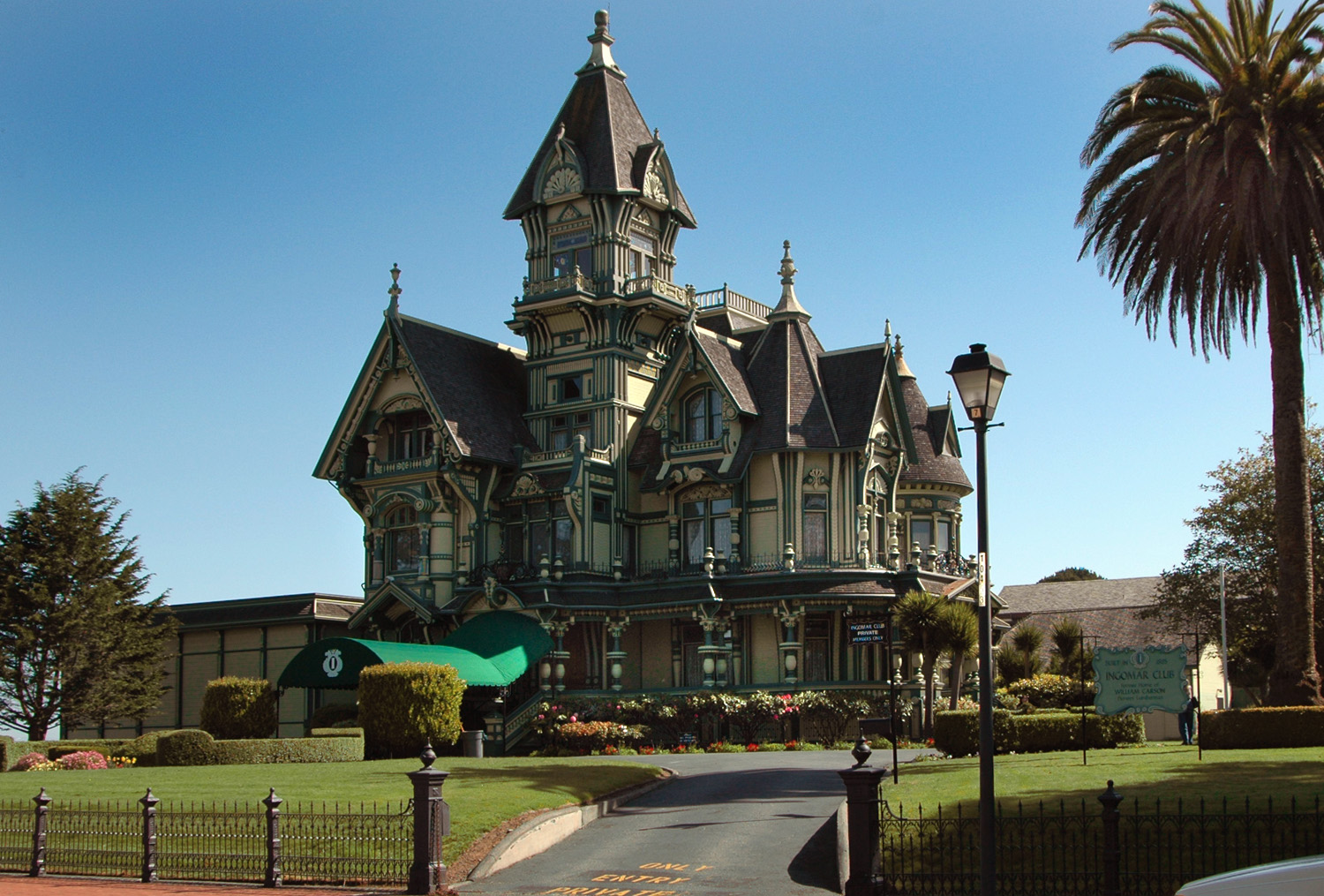
Carson Mansion em Eureka

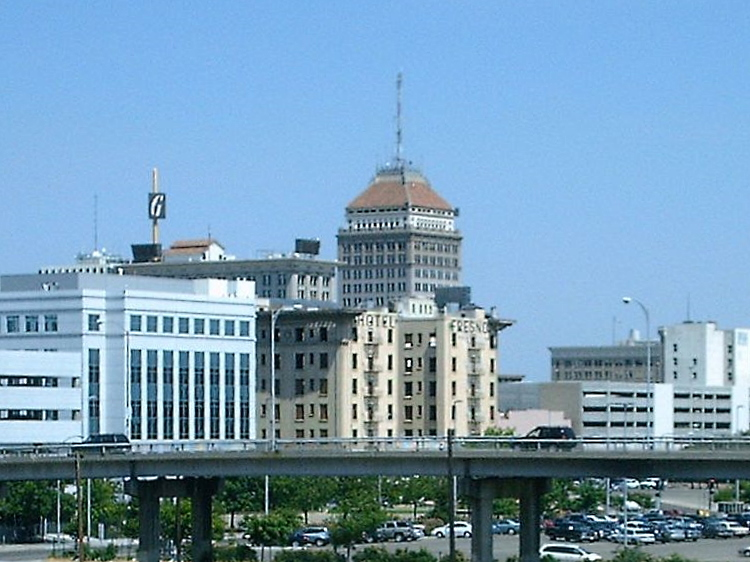
Centro de Fresno

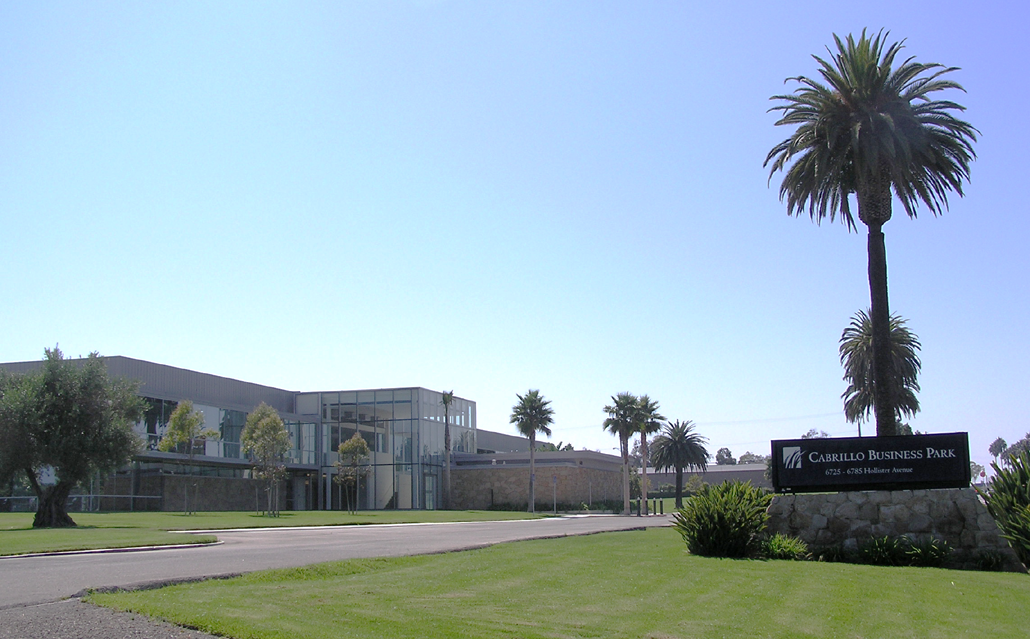
Cabrillo Business Park em Goleta

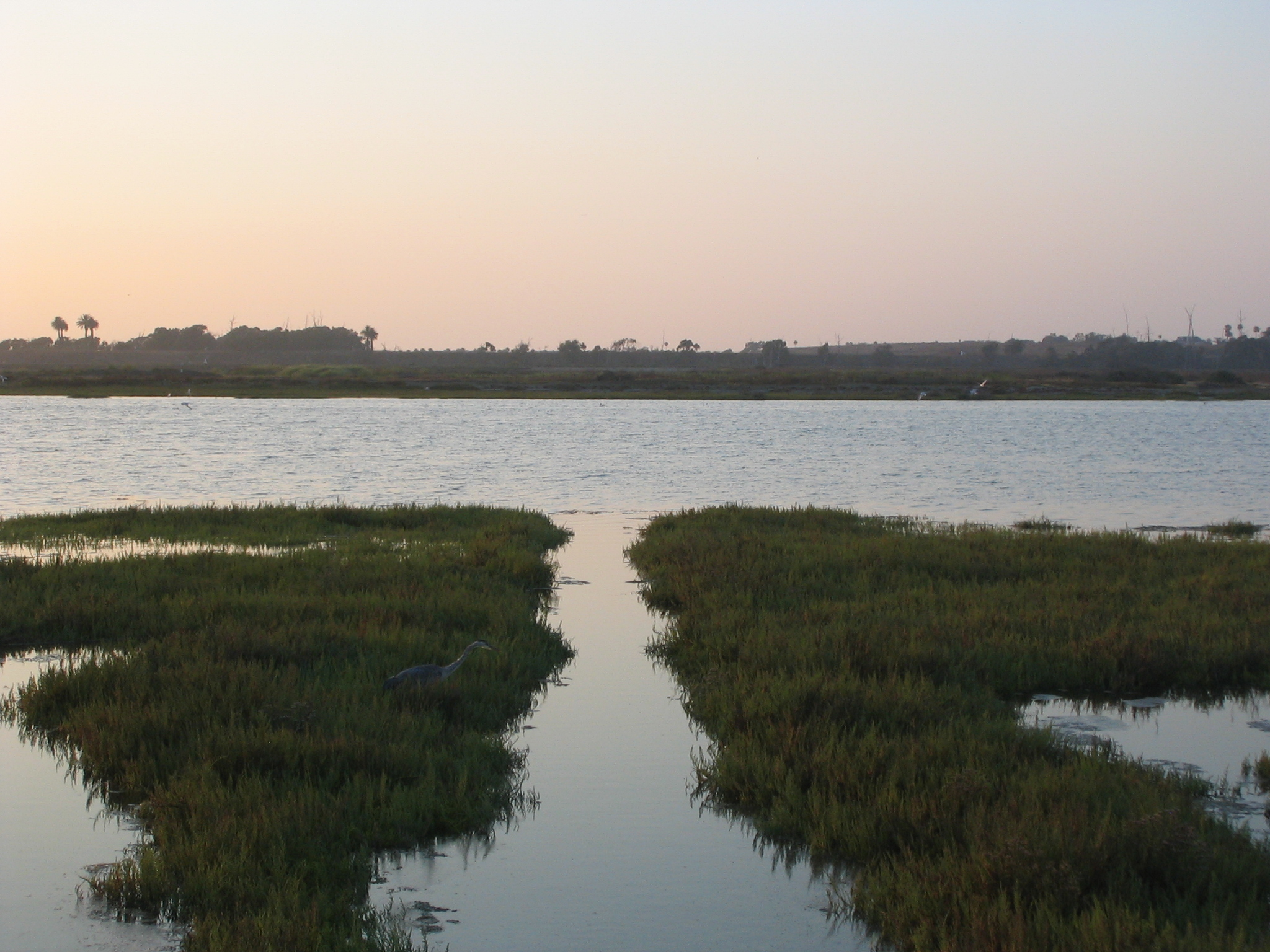
Reserva Ecológica Bolsa Chica em Huntington Beach

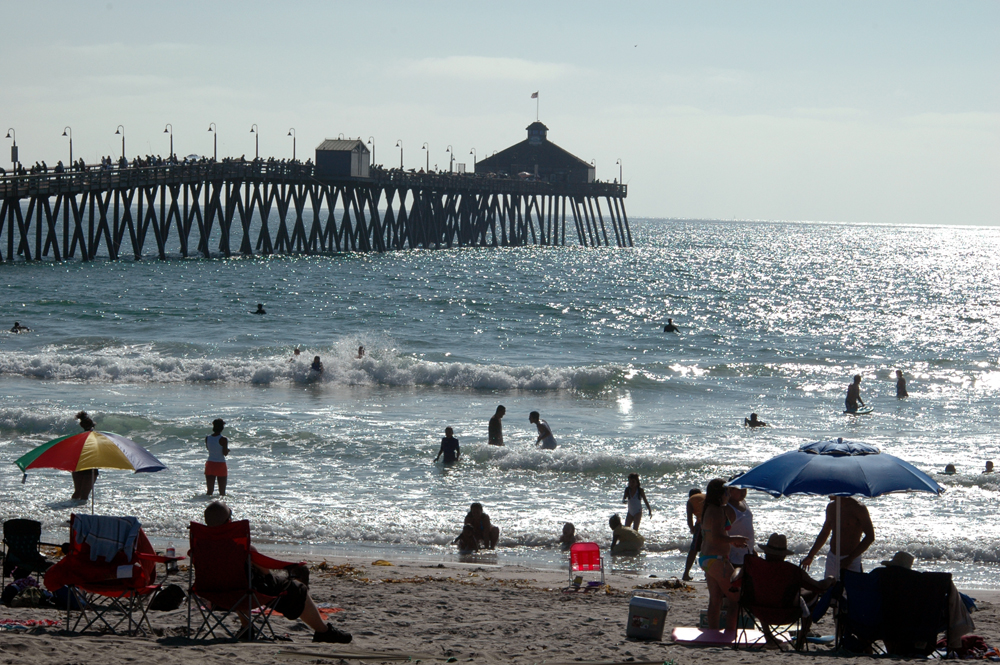
Praia de Imperial Beach

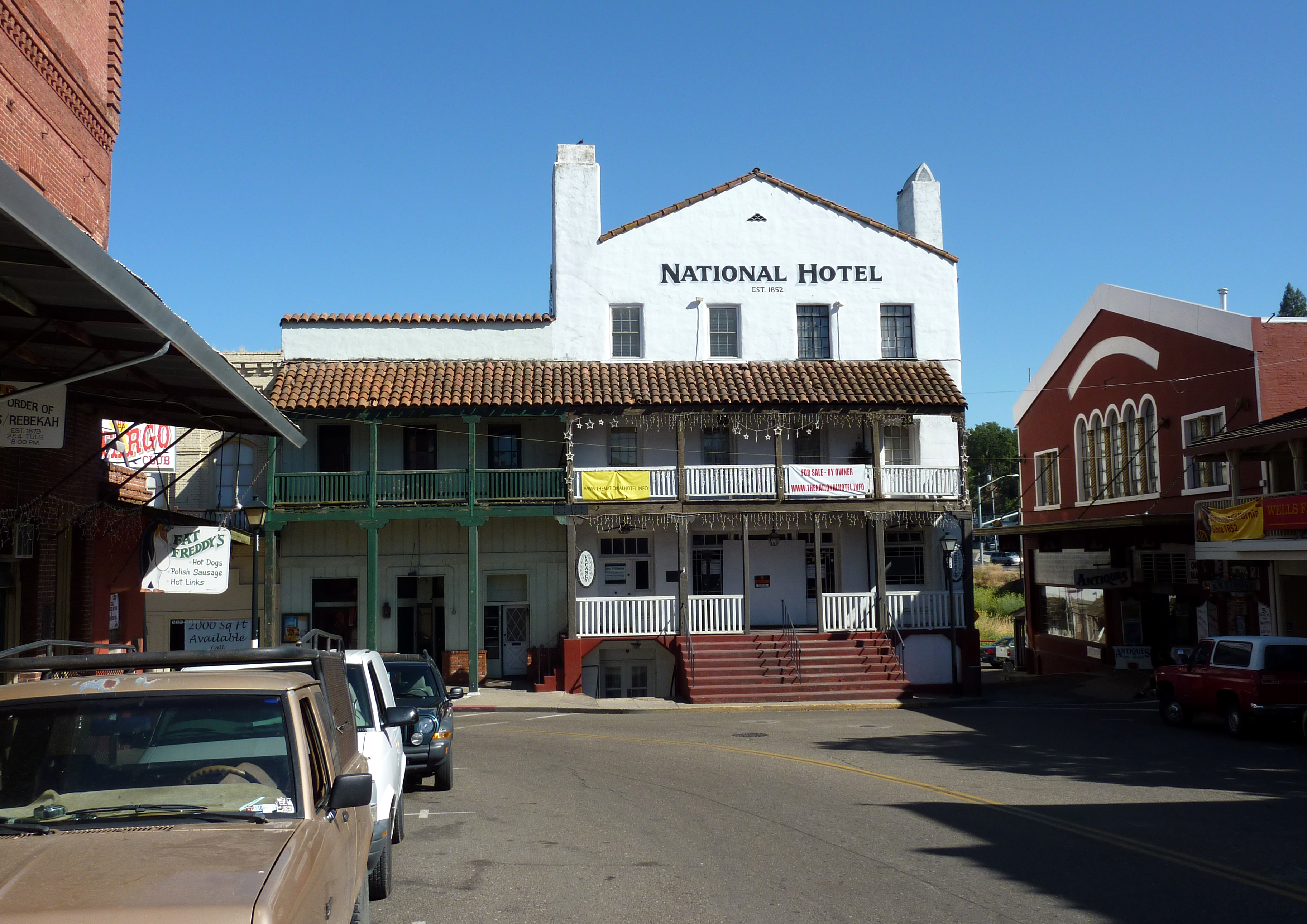
Distrito histórico de Jackson

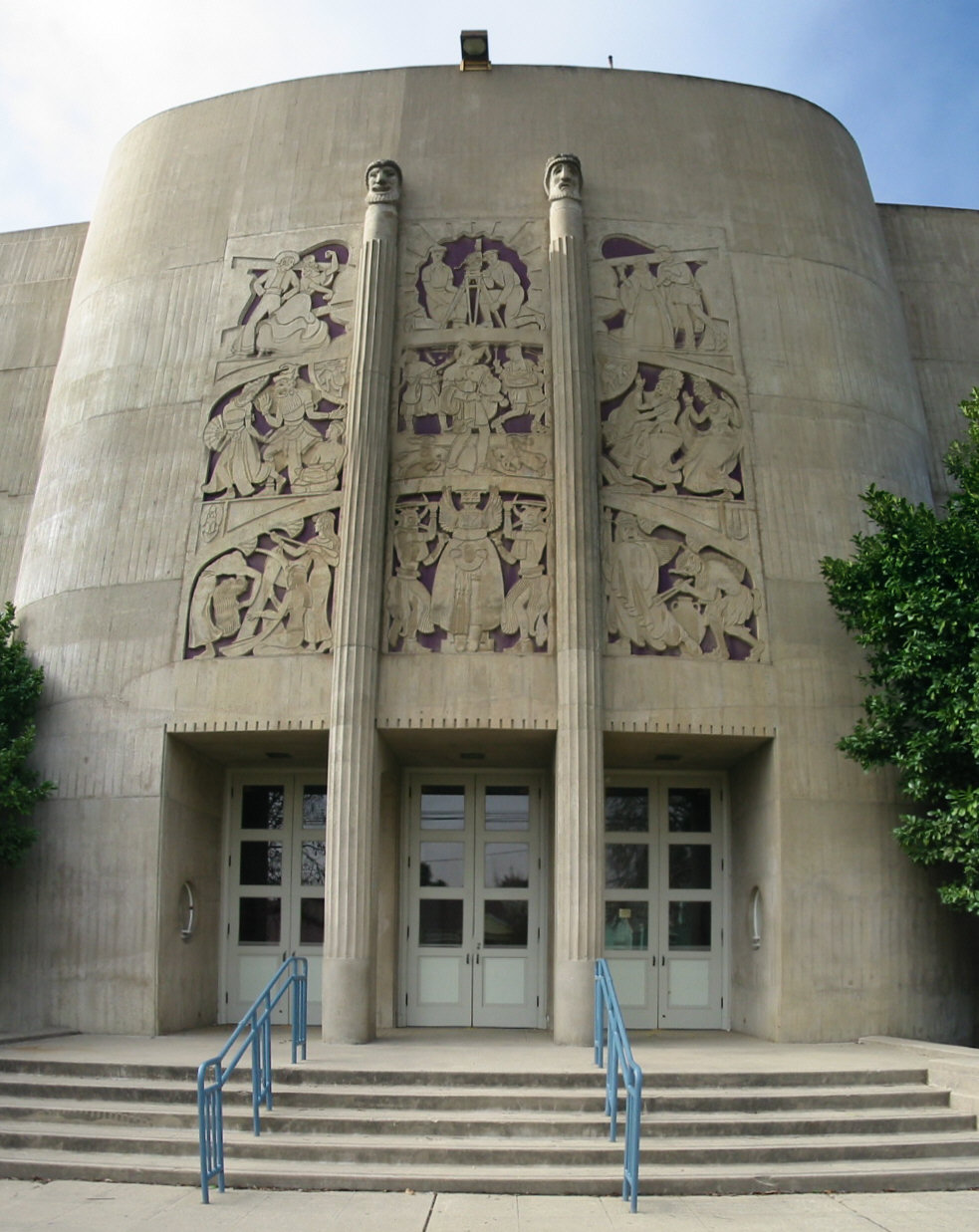
Teatro Robert Stanton em King City

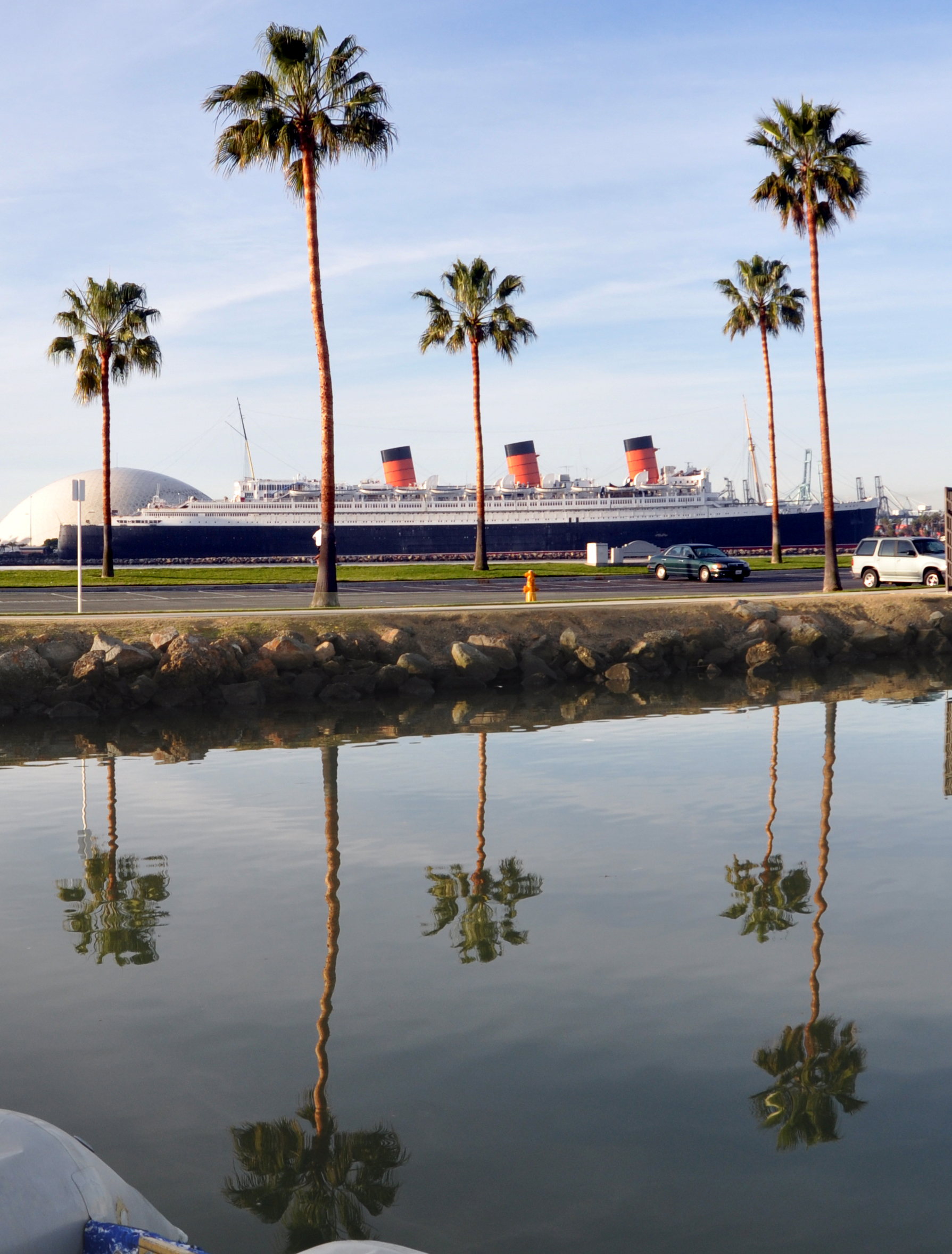
RMS Queen Mary no porto de Long Beach

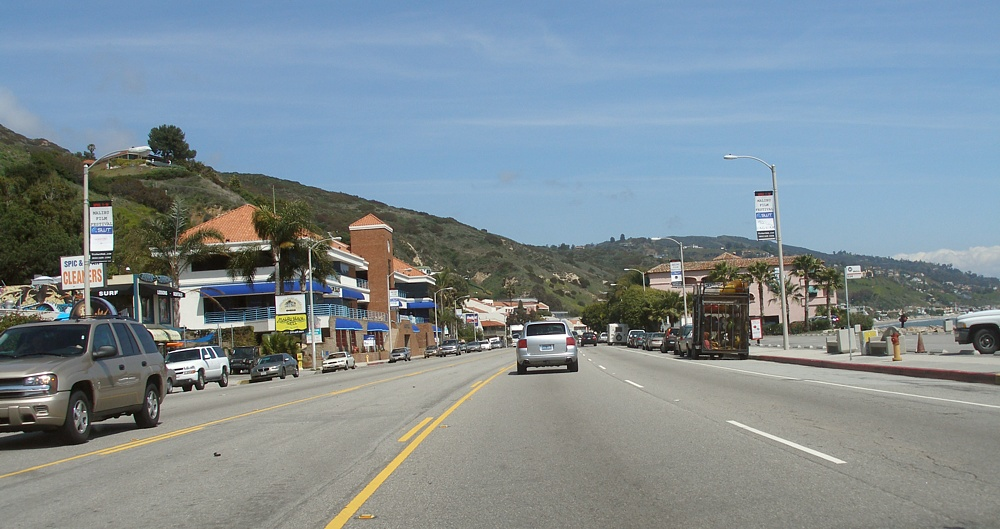
Pacific Coast Highway em Malibu

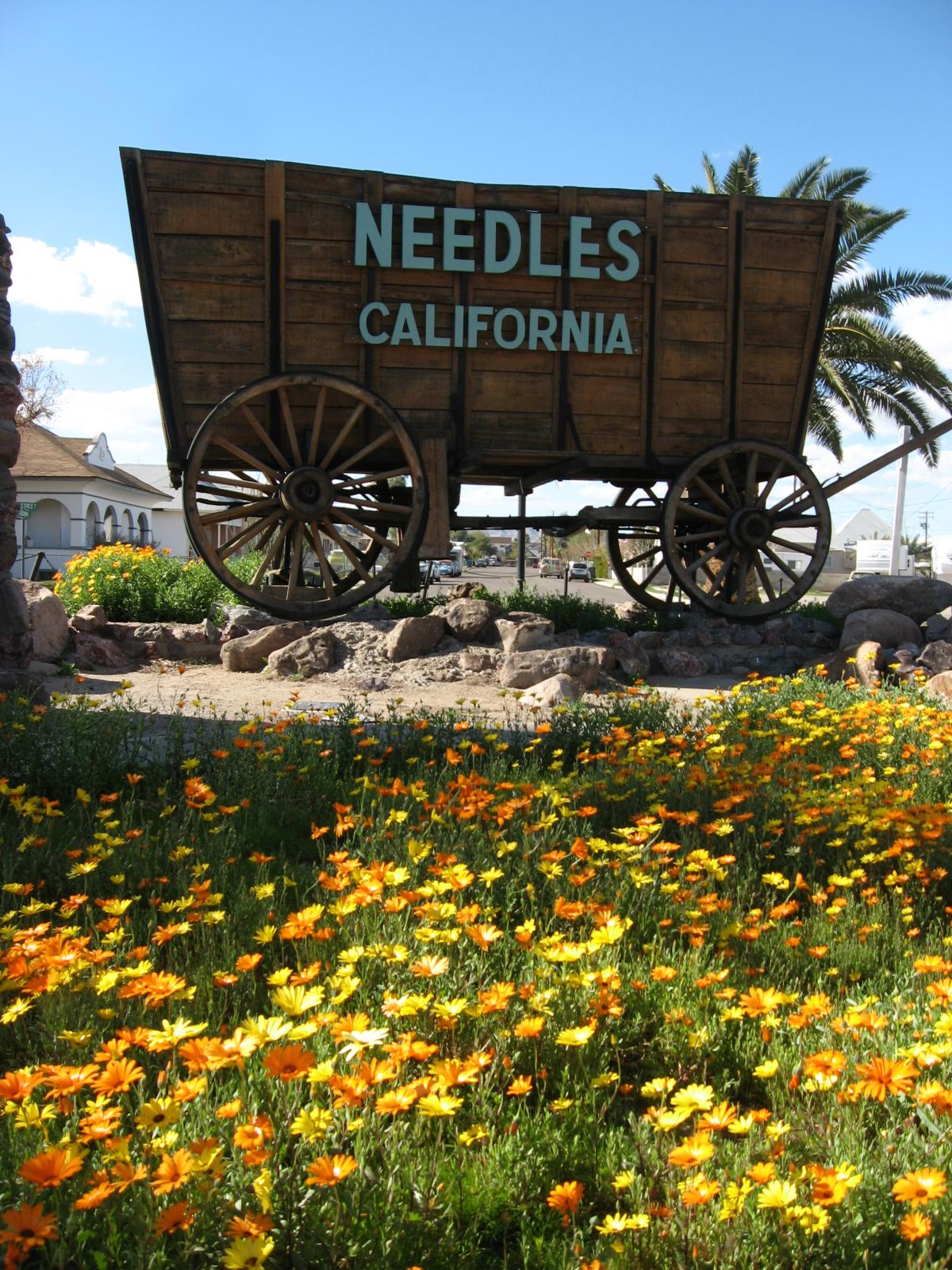
Letreiro de Needles

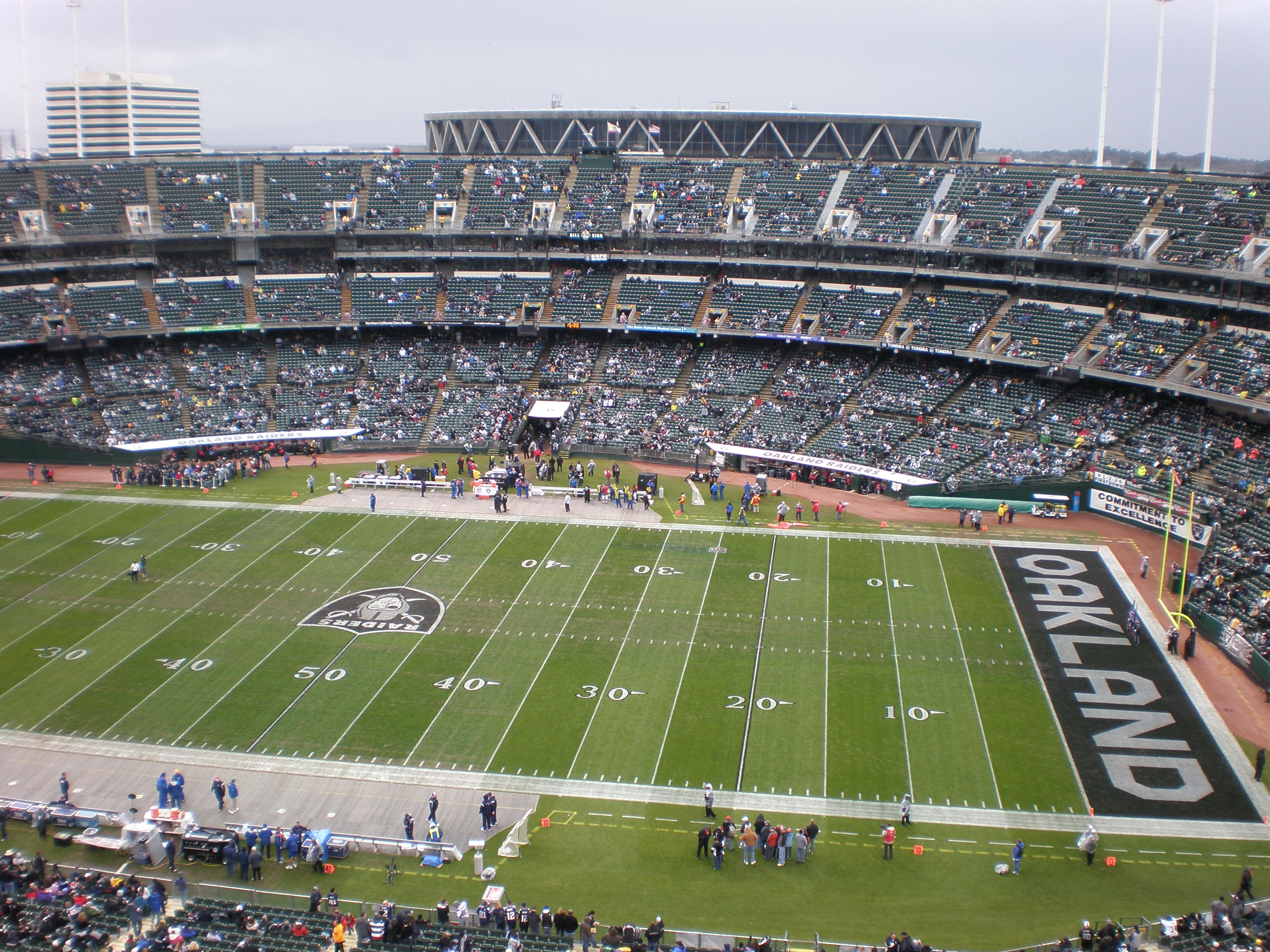
Oakland Coliseum em Oakland

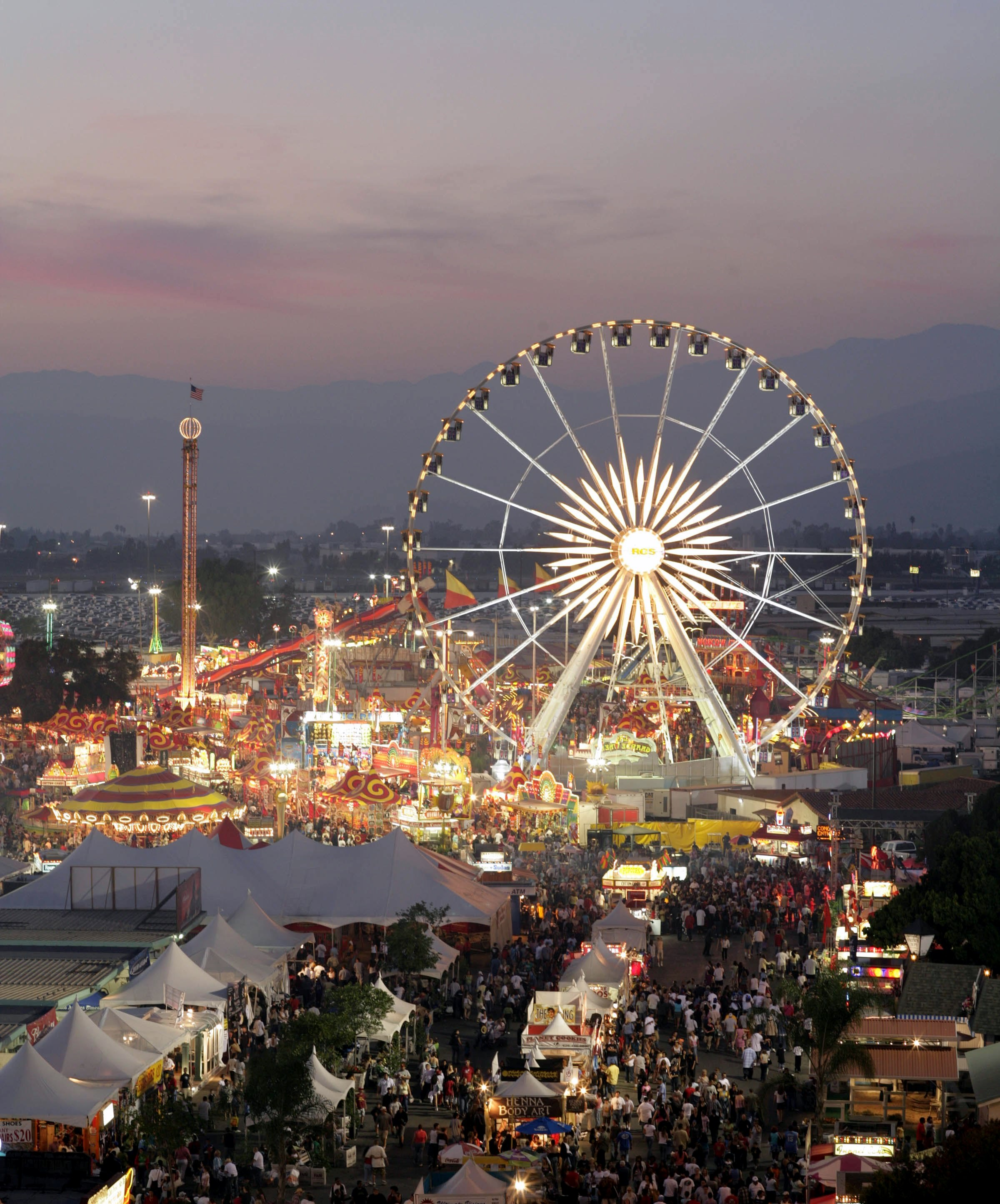
A L.A. County Fair acontece em Pomona

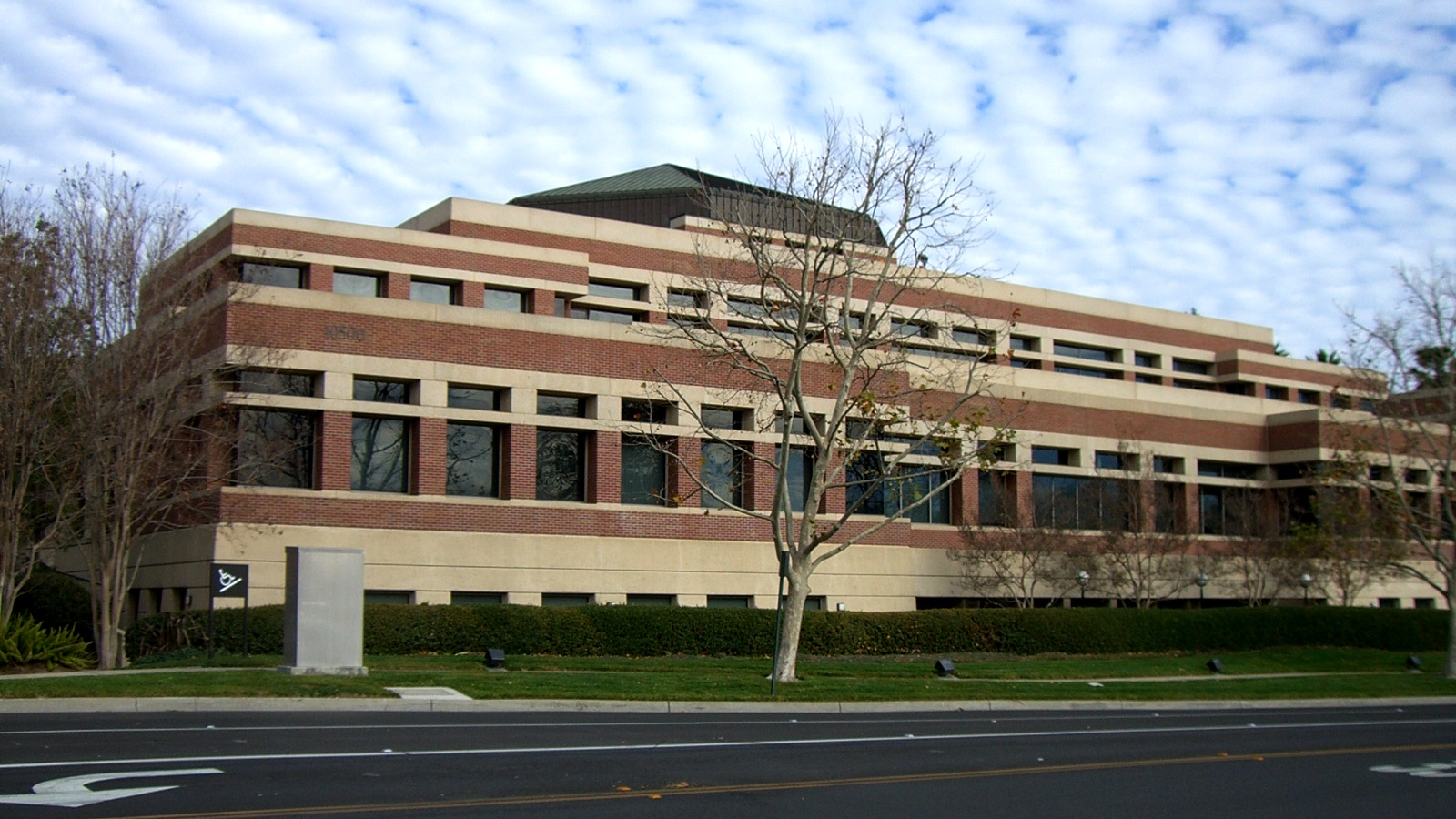
Prefeitura de Rancho Cucamonga

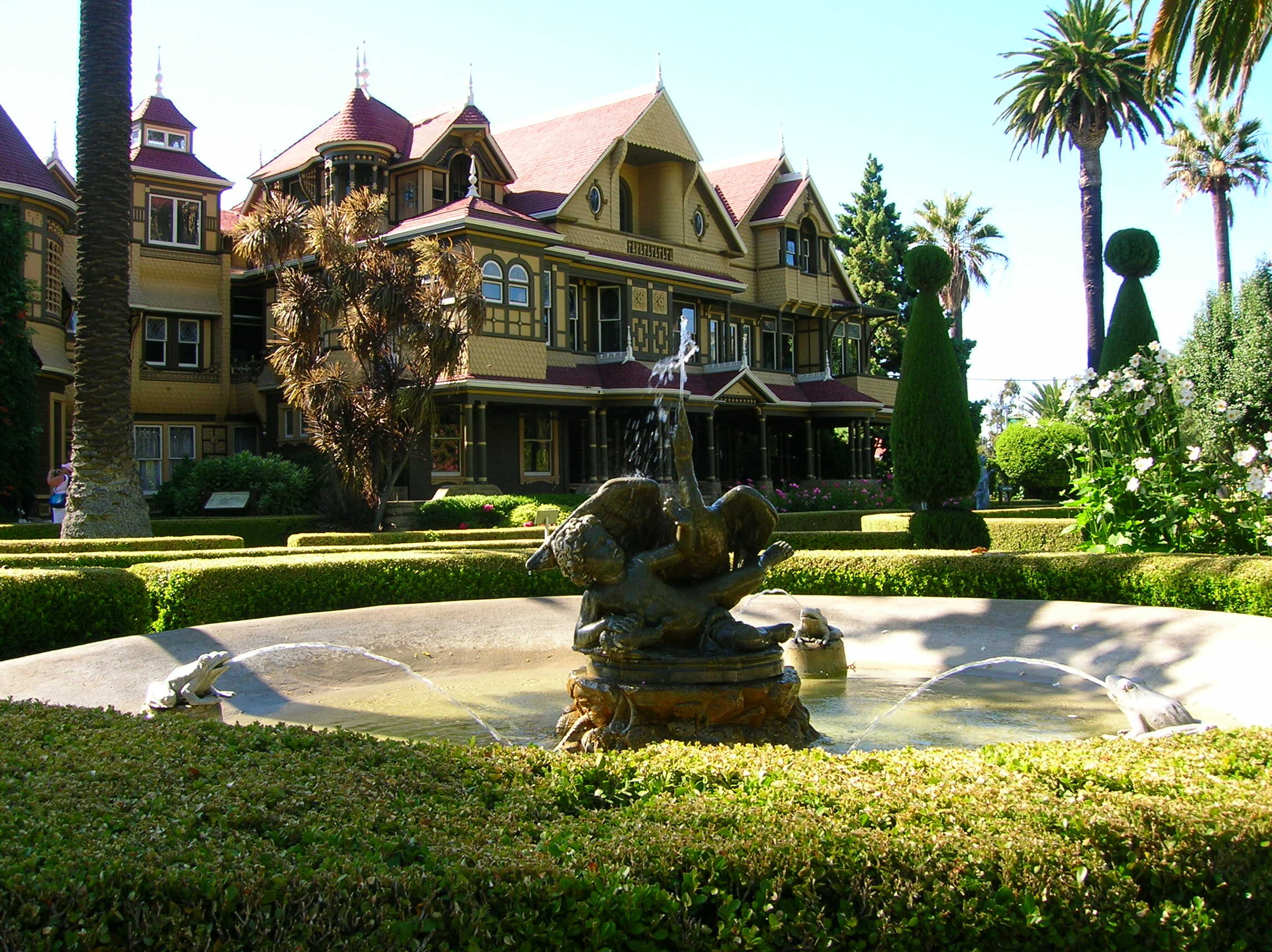
Winchester Mystery House em São José

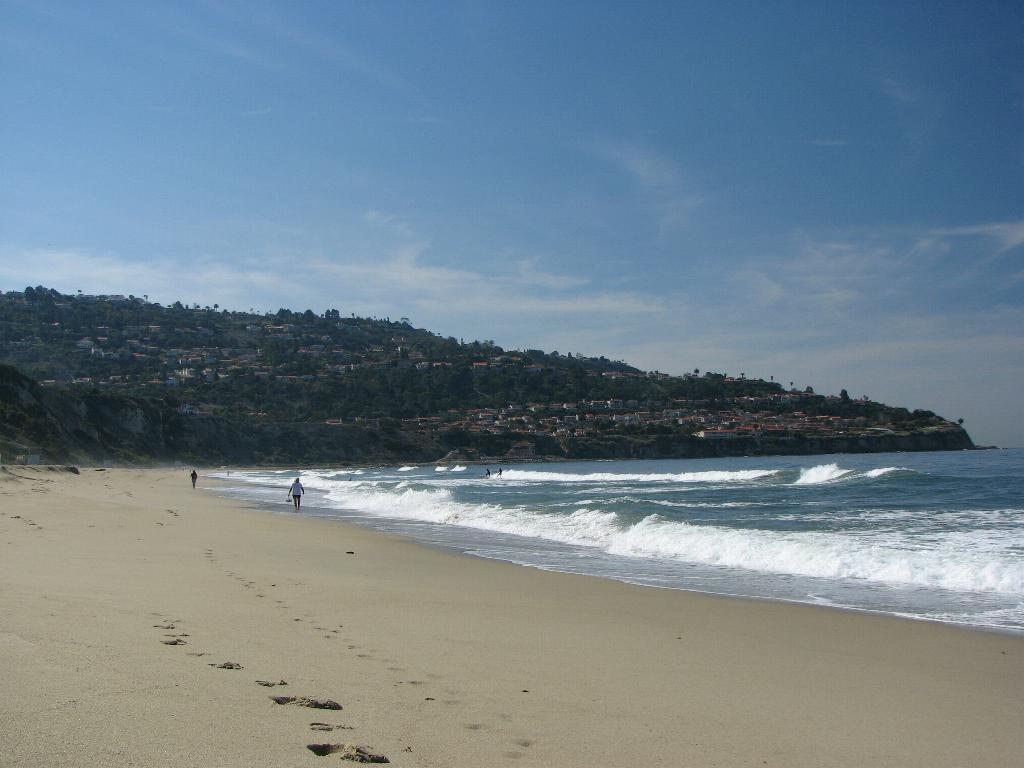
Praia em Torrance

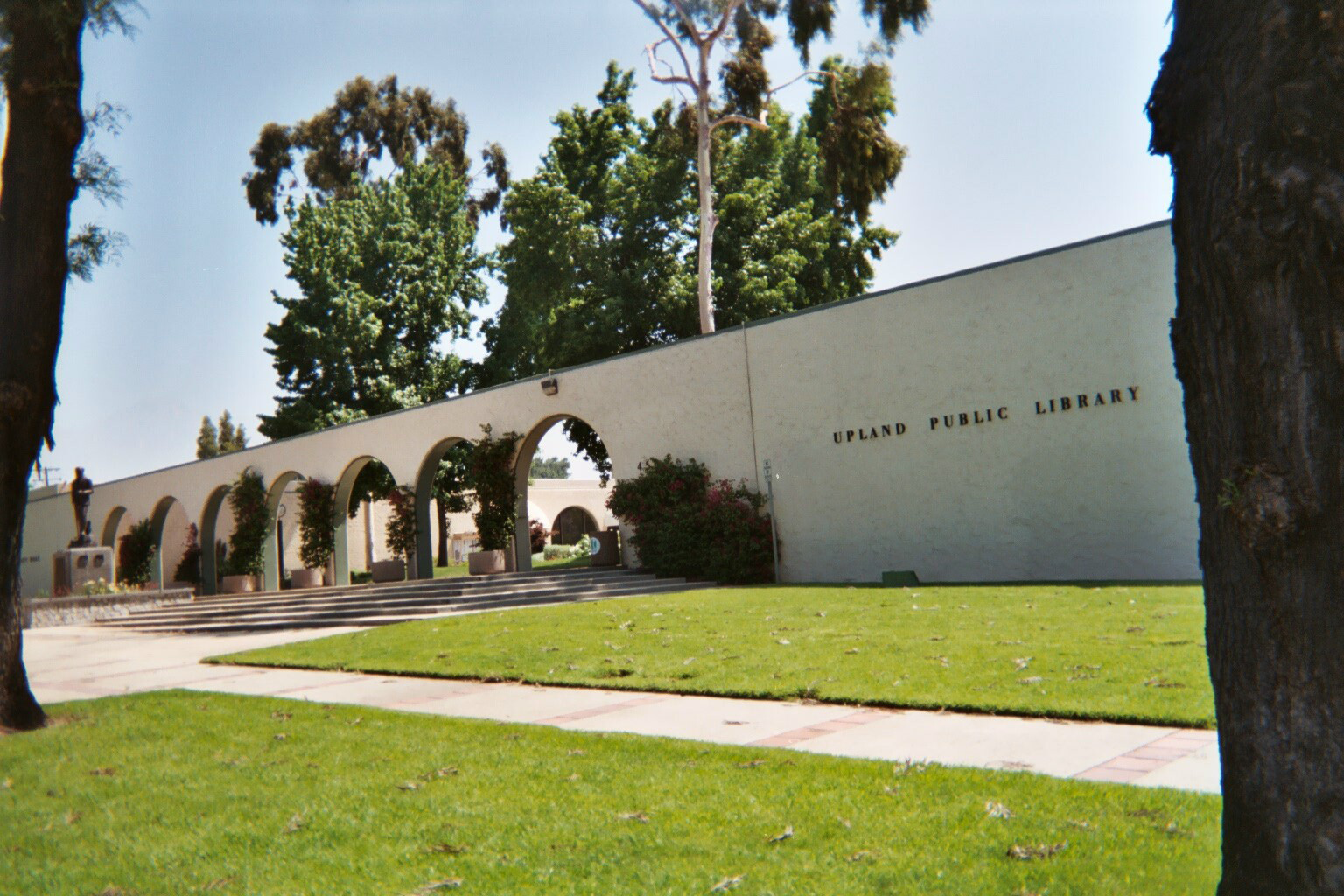
Prefeitura e Biblioteca Pública de Upland

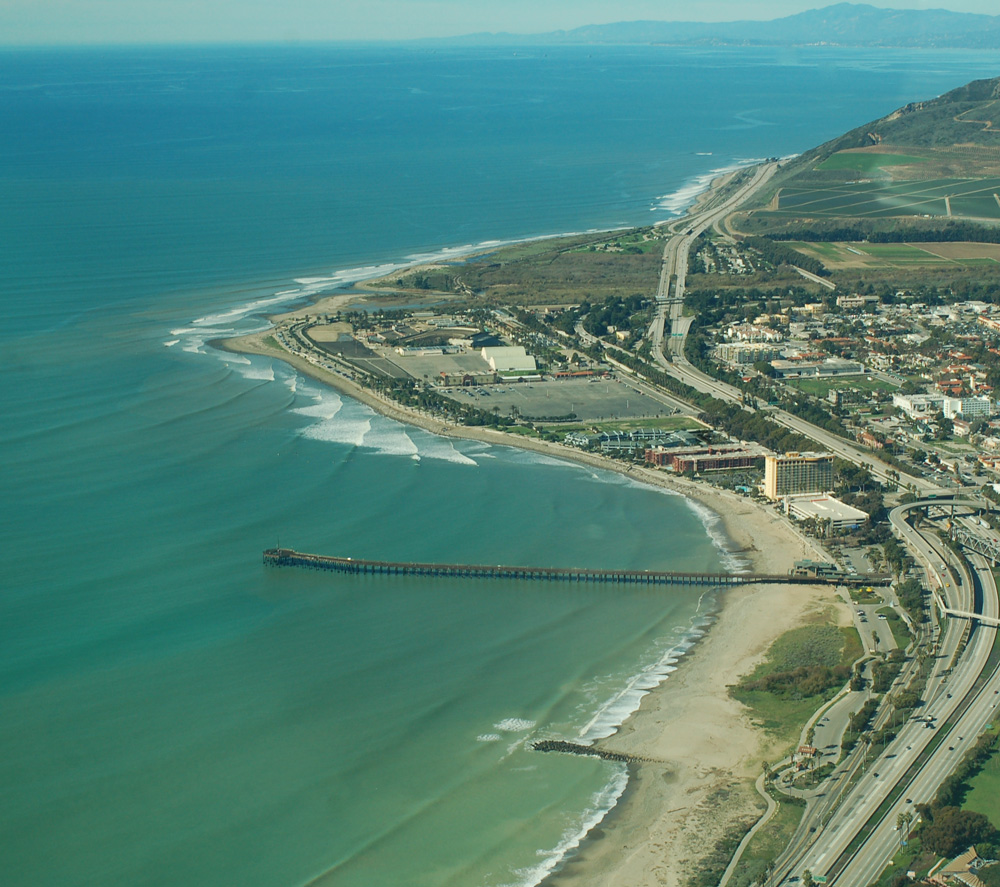
Vista de Ventura

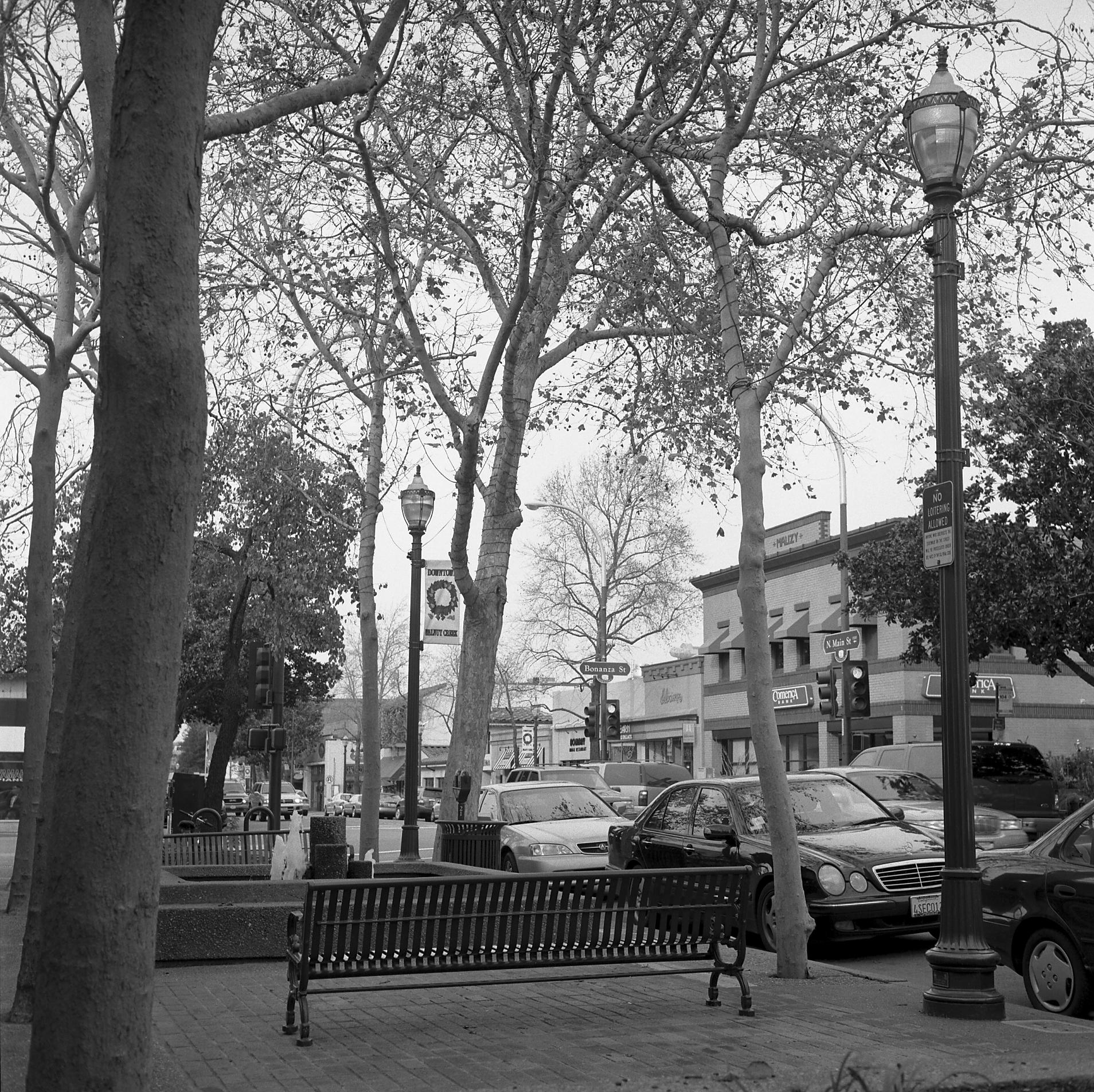
Centro de Walnut Creek

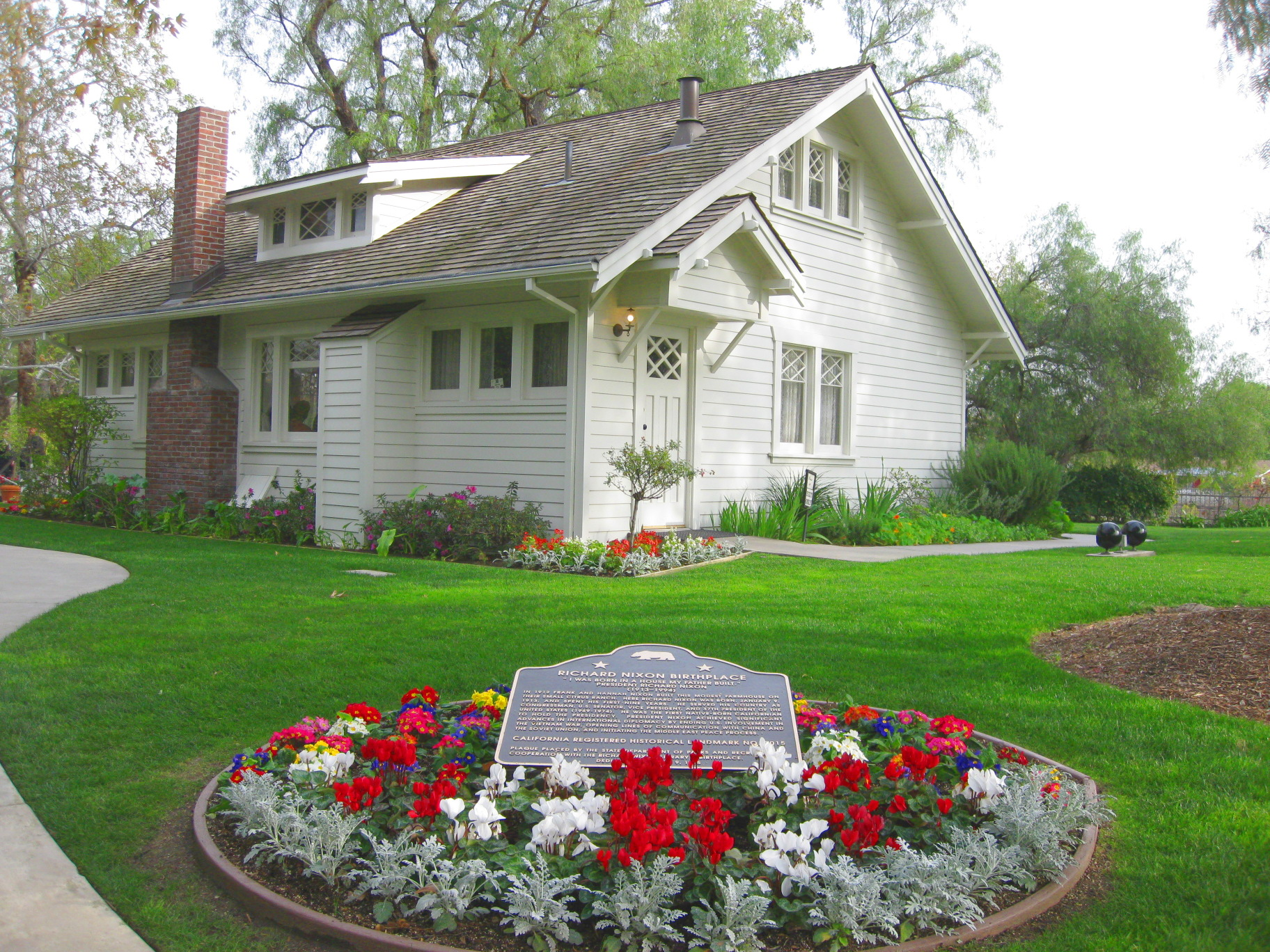
Local de nascimento de Richard Nixon em Yorba Linda

| Sede de condado |
| --------------- |

| Nome                   | Condado         | População (2010) | Área de terra (km², 2010) | Densidade pop. (hab/km², 2010) | Incorporação            |
| ---------------------- | --------------- | ---------------- | ------------------------- | ------------------------------ | ----------------------- |
| Adelanto               | San Bernardino  | 31 765           | 145,07                    | 218,97                         | 22 de dezembro de 1970  |
| Agoura Hills           | Los Angeles     | 20 330           | 20,18                     | 1 007,63                       | 8 de dezembro de 1982   |
| Alameda                | Alameda         | 73 812           | 27,48                     | 2 686,05                       | 19 de abril de 1854     |
| Albany                 | Alameda         | 18 539           | 4,64                      | 3 998,85                       | 22 de setembro de 1908  |
| Alhambra               | Los Angeles     | 83 089           | 19,76                     | 4 204,57                       | 11 de julho de 1903     |
| Aliso Viejo            | Orange          | 47 823           | 19,35                     | 2 471,83                       | 1 de julho de 2001      |
| Alturas                | Modoc           | 2 827            | 6,29                      | 449,18                         | 16 de setembro de 1901  |
| Amador City            | Amador          | 185              | 0,80                      | 230,42                         | 2 de junho de 1915      |
| American Canyon        | Napa            | 19 454           | 12,54                     | 1 551,91                       | 1 de janeiro de 1992    |
| Anaheim                | Orange          | 336 265          | 129,09                    | 2 604,99                       | 18 de março de 1876     |
| Anderson               | Shasta          | 9 932            | 16,50                     | 602,00                         | 16 de janeiro de 1956   |
| Angels Camp            | Calaveras       | 3 836            | 9,40                      | 408,01                         | 24 de janeiro de 1912   |
| Antioch                | Contra Costa    | 102 372          | 73,43                     | 1 394,22                       | 6 de fevereiro de 1872  |
| Apple Valley           | San Bernardino  | 69 135           | 189,56                    | 364,71                         | 28 de novembro de 1988  |
| Arcadia                | Los Angeles     | 56 364           | 28,31                     | 1 991,06                       | 5 de agosto de 1903     |
| Arcata                 | Humboldt        | 17 231           | 23,57                     | 731,09                         | 2 de fevereiro de 1858  |
| Arroyo Grande          | San Luis Obispo | 17 252           | 15,13                     | 1 140,59                       | 10 de julho de 1911     |
| Artesia                | Los Angeles     | 16 522           | 4,20                      | 3 937,77                       | 29 de maio de 1959      |
| Arvin                  | Kern            | 19 304           | 12,48                     | 1 546,33                       | 21 de dezembro de 1960  |
| Atascadero             | San Luis Obispo | 28 310           | 66,41                     | 426,31                         | 2 de julho de 1979      |
| Atherton               | San Mateo       | 6 914            | 13,00                     | 531,77                         | 12 de setembro de 1923  |
| Atwater                | Merced          | 28 168           | 15,77                     | 1 785,83                       | 16 de agosto de 1922    |
| Auburn                 | Placer          | 13 330           | 18,49                     | 720,83                         | 2 de maio de 1888       |
| Avalon                 | Los Angeles     | 3 728            | 7,61                      | 489,59                         | 26 de junho de 1913     |
| Avenal                 | Kings           | 15 505           | 50,30                     | 308,27                         | 11 de setembro de 1979  |
| Azusa                  | Los Angeles     | 46 361           | 25,02                     | 1 853,01                       | 29 de dezembro de 1898  |
| Bakersfield            | Kern            | 347 483          | 368,19                    | 943,75                         | 11 de janeiro de 1898   |
| Baldwin Park           | Los Angeles     | 75 390           | 17,17                     | 4 390,38                       | 25 de janeiro de 1956   |
| Banning                | Riverside       | 29 603           | 59,83                     | 494,80                         | 6 de fevereiro de 1913  |
| Barstow                | San Bernardino  | 22 639           | 107,17                    | 211,24                         | 30 de setembro de 1947  |
| Beaumont               | Riverside       | 36 877           | 80,06                     | 460,64                         | 18 de novembro de 1912  |
| Bell                   | Los Angeles     | 35 477           | 6,47                      | 5 479,10                       | 7 de novembro de 1927   |
| Bell Gardens           | Los Angeles     | 42 072           | 6,37                      | 6 603,29                       | 1 de agosto de 1961     |
| Bellflower             | Los Angeles     | 76 616           | 15,85                     | 4 833,60                       | 3 de setembro de 1957   |
| Belmont                | San Mateo       | 25 835           | 11,97                     | 2 159,08                       | 29 de outubro de 1926   |
| Belvedere              | Marin           | 2 068            | 1,35                      | 1 535,50                       | 24 de dezembro de 1896  |
| Benicia                | Solano          | 26 997           | 33,49                     | 806,16                         | 27 de março de 1850     |
| Berkeley               | Alameda         | 112 580          | 27,12                     | 4 151,61                       | 4 de abril de 1878      |
| Beverly Hills          | Los Angeles     | 34 109           | 14,79                     | 2 306,40                       | 28 de janeiro de 1914   |
| Big Bear Lake          | San Bernardino  | 5 019            | 16,45                     | 305,17                         | 28 de novembro de 1980  |
| Biggs                  | Butte           | 1 707            | 1,66                      | 1 029,81                       | 26 de junho de 1903     |
| Bishop                 | Inyo            | 3 879            | 4,82                      | 805,21                         | 6 de maio de 1903       |
| Blue Lake              | Humboldt        | 1 253            | 1,53                      | 819,98                         | 23 de abril de 1910     |
| Blythe                 | Riverside       | 20 817           | 67,83                     | 306,89                         | 21 de julho de 1916     |
| Bradbury               | Los Angeles     | 1 048            | 5,08                      | 206,45                         | 26 de julho de 1957     |
| Brawley                | Imperial        | 24 953           | 19,89                     | 1 254,48                       | 6 de abril de 1908      |
| Brea                   | Orange          | 39 282           | 31,29                     | 1 255,54                       | 23 de fevereiro de 1917 |
| Brentwood              | Contra Costa    | 51 481           | 38,31                     | 1 343,94                       | 21 de janeiro de 1948   |
| Brisbane               | San Mateo       | 4 282            | 8,03                      | 533,32                         | 27 de novembro de 1961  |
| Buellton               | Santa Bárbara   | 4 828            | 4,09                      | 1 179,81                       | 1 de fevereiro de 1992  |
| Buena Park             | Orange          | 80 530           | 27,25                     | 2 955,59                       | 27 de janeiro de 1953   |
| Burbank                | Los Angeles     | 103 340          | 44,91                     | 2 301,03                       | 8 de julho de 1911      |
| Burlingame             | San Mateo       | 28 806           | 11,42                     | 2 522,01                       | 6 de junho de 1908      |
| Calabasas              | Los Angeles     | 23 058           | 33,41                     | 690,14                         | 5 de abril de 1991      |
| Calexico               | Imperial        | 38 572           | 21,73                     | 1 775,06                       | 16 de abril de 1908     |
| California City        | Kern            | 14 120           | 527,11                    | 26,79                          | 10 de dezembro de 1965  |
| Calimesa               | Riverside       | 7 879            | 38,46                     | 204,86                         | 1 de dezembro de 1990   |
| Calipatria             | Imperial        | 7 705            | 9,63                      | 799,71                         | 28 de fevereiro de 1919 |
| Calistoga              | Napa            | 5 155            | 6,73                      | 765,52                         | 6 de janeiro de 1886    |
| Camarillo              | Ventura         | 65 201           | 50,58                     | 1 289,00                       | 22 de outubro de 1964   |
| Campbell               | Santa Clara     | 39 349           | 15,02                     | 2 619,44                       | 28 de março de 1952     |
| Canyon Lake            | Riverside       | 10 561           | 10,18                     | 1 037,56                       | 1 de dezembro de 1990   |
| Capitola               | Santa Cruz      | 9 918            | 4,12                      | 2 408,40                       | 11 de janeiro de 1949   |
| Carlsbad               | San Diego       | 105 328          | 97,69                     | 1 078,14                       | 16 de julho de 1952     |
| Carmel-by-the-Sea      | Monterey        | 3 722            | 2,80                      | 1 330,62                       | 31 de outubro de 1916   |
| Carpinteria            | Santa Bárbara   | 13 040           | 6,71                      | 1 943,93                       | 28 de setembro de 1965  |
| Carson                 | Los Angeles     | 91 714           | 48,48                     | 1 891,61                       | 20 de fevereiro de 1968 |
| Cathedral City         | Riverside       | 51 200           | 55,68                     | 919,46                         | 16 de novembro de 1981  |
| Ceres                  | Stanislaus      | 45 417           | 20,75                     | 2 189,21                       | 25 de fevereiro de 1918 |
| Cerritos               | Los Angeles     | 49 041           | 22,61                     | 2 168,94                       | 24 de abril de 1956     |
| Chico                  | Butte           | 86 187           | 85,26                     | 1 010,84                       | 8 de janeiro de 1872    |
| Chino                  | San Bernardino  | 77 983           | 76,77                     | 1 015,84                       | 28 de fevereiro de 1910 |
| Chino Hills            | San Bernardino  | 74 799           | 115,72                    | 646,38                         | 1 de dezembro de 1991   |
| Chowchilla             | Madera          | 18 720           | 19,84                     | 943,58                         | 7 de fevereiro de 1923  |
| Chula Vista            | San Diego       | 243 916          | 128,54                    | 1 897,57                       | 28 de novembro de 1911  |
| Citrus Heights         | Sacramento      | 83 301           | 36,86                     | 2 260,20                       | 1 de janeiro de 1997    |
| Claremont              | Los Angeles     | 34 926           | 34,58                     | 1 010,11                       | 3 de outubro de 1907    |
| Clayton                | Contra Costa    | 10 897           | 9,95                      | 1 095,67                       | 18 de março de 1964     |
| Clearlake              | Lake            | 15 250           | 26,24                     | 581,25                         | 14 de novembro de 1980  |
| Cloverdale             | Sonoma          | 8 618            | 6,86                      | 1 255,63                       | 28 de fevereiro de 1872 |
| Clovis                 | Fresno          | 95 631           | 60,29                     | 1 586,05                       | 27 de fevereiro de 1912 |
| Coachella              | Riverside       | 40 704           | 74,98                     | 542,86                         | 13 de dezembro de 1946  |
| Coalinga               | Fresno          | 13 380           | 15,85                     | 844,13                         | 3 de abril de 1906      |
| Colfax                 | Placer          | 1 963            | 3,65                      | 537,53                         | 23 de fevereiro de 1910 |
| Colma                  | San Mateo       | 1 792            | 4,95                      | 362,25                         | 5 de agosto de 1924     |
| Colton                 | San Bernardino  | 52 154           | 39,68                     | 1 314,41                       | 11 de julho de 1887     |
| Colusa                 | Colusa          | 5 971            | 4,74                      | 1 259,79                       | 16 de junho de 1868     |
| Commerce               | Los Angeles     | 12 823           | 16,94                     | 757,03                         | 28 de janeiro de 1960   |
| Compton                | Los Angeles     | 96 455           | 25,93                     | 3 720,43                       | 11 de maio de 1888      |
| Concord                | Contra Costa    | 122 067          | 79,12                     | 1 542,73                       | 9 de fevereiro de 1905  |
| Corcoran               | Kings           | 24 813           | 19,35                     | 1 282,51                       | 11 de agosto de 1914    |
| Corning                | Tehama          | 7 663            | 9,19                      | 833,44                         | 6 de agosto de 1907     |
| Corona                 | Riverside       | 152 374          | 100,57                    | 1 515,12                       | 13 de julho de 1896     |
| Coronado               | San Diego       | 18 912           | 20,54                     | 920,80                         | 11 de dezembro de 1890  |
| Corte Madera           | Marin           | 9 253            | 8,18                      | 1 130,57                       | 10 de junho de 1916     |
| Costa Mesa             | Orange          | 109 960          | 40,53                     | 2 712,83                       | 29 de junho de 1953     |
| Cotati                 | Sonoma          | 7 265            | 4,87                      | 1 492,04                       | 16 de julho de 1963     |
| Covina                 | Los Angeles     | 47 796           | 18,21                     | 2 625,06                       | 14 de agosto de 1901    |
| Crescent City          | Del Norte       | 7 643            | 5,08                      | 1 505,60                       | 13 de abril de 1854     |
| Cudahy                 | Los Angeles     | 23 805           | 3,06                      | 7 789,12                       | 10 de novembro de 1960  |
| Culver City            | Los Angeles     | 38 883           | 13,23                     | 2 937,93                       | 7 de setembro de 1917   |
| Cupertino              | Santa Clara     | 58 302           | 29,16                     | 1 999,16                       | 10 de outubro de 1955   |
| Cypress                | Orange          | 47 802           | 17,04                     | 2 804,93                       | 24 de julho de 1956     |
| Daly City              | San Mateo       | 101 123          | 19,84                     | 5 097,10                       | 22 de março de 1911     |
| Dana Point             | Orange          | 33 351           | 16,83                     | 1 981,06                       | 1 de janeiro de 1989    |
| Danville               | Contra Costa    | 42 039           | 46,70                     | 900,24                         | 1 de julho de 1982      |
| Davis                  | Yolo            | 65 622           | 25,61                     | 2 561,86                       | 28 de março de 1917     |
| Delano                 | Kern            | 53 041           | 37,04                     | 1 432,12                       | 13 de abril de 1915     |
| Del Mar                | San Diego       | 4 161            | 4,43                      | 939,52                         | 15 de julho de 1959     |
| Del Rey Oaks           | Monterey        | 1 624            | 1,24                      | 1 306,31                       | 3 de setembro de 1953   |
| Desert Hot Springs     | Riverside       | 25 938           | 61,18                     | 423,99                         | 25 de setembro de 1963  |
| Diamond Bar            | Los Angeles     | 55 544           | 38,54                     | 1 441,24                       | 18 de abril de 1989     |
| Dinuba                 | Tulare          | 21 453           | 16,76                     | 1 280,22                       | 6 de janeiro de 1906    |
| Dixon                  | Solano          | 18 351           | 18,13                     | 1 012,19                       | 30 de março de 1878     |
| Dorris                 | Siskiyou        | 939              | 1,81                      | 517,93                         | 23 de dezembro de 1908  |
| Dos Palos              | Merced          | 4 950            | 3,50                      | 1 415,71                       | 24 de maio de 1935      |
| Downey                 | Los Angeles     | 111 772          | 32,14                     | 3 477,47                       | 17 de dezembro de 1956  |
| Duarte                 | Los Angeles     | 21 321           | 17,33                     | 1 230,51                       | 22 de agosto de 1957    |
| Dublin                 | Alameda         | 46 036           | 38,62                     | 1 192,13                       | 1 de fevereiro de 1982  |
| Dunsmuir               | Siskiyou        | 1 650            | 4,40                      | 374,75                         | 7 de agosto de 1909     |
| East Palo Alto         | San Mateo       | 28 155           | 6,50                      | 4 330,96                       | 1 de julho de 1983      |
| Eastvale               | Riverside       | 53 668           | 29,55                     | 1 816,07                       | 1 de outubro de 2010    |
| El Cajon               | San Diego       | 99 478           | 37,37                     | 2 661,72                       | 12 de novembro de 1912  |
| El Centro              | Imperial        | 42 598           | 28,70                     | 1 484,40                       | 16 de abril de 1908     |
| El Cerrito             | Contra Costa    | 23 549           | 9,56                      | 2 464,04                       | 23 de agosto de 1917    |
| El Monte               | Los Angeles     | 113 475          | 24,76                     | 4 582,94                       | 18 de novembro de 1912  |
| El Paso de Robles      | San Luis Obispo | 29 793           | 49,52                     | 601,63                         | 11 de março de 1889     |
| El Segundo             | Los Angeles     | 16 654           | 14,14                     | 1 177,68                       | 18 de janeiro de 1917   |
| Elk Grove              | Sacramento      | 153 015          | 109,27                    | 1 400,32                       | 1 de julho de 2000      |
| Emeryville             | Alameda         | 10 080           | 3,24                      | 3 113,53                       | 8 de dezembro de 1896   |
| Encinitas              | San Diego       | 59 518           | 48,72                     | 1 221,69                       | 1 de outubro de 1986    |
| Escalon                | San Joaquin     | 7 132            | 5,96                      | 1 197,25                       | 12 de março de 1957     |
| Escondido              | San Diego       | 143 911          | 95,34                     | 1 509,49                       | 8 de outubro de 1888    |
| Etna                   | Siskiyou        | 737              | 1,97                      | 374,42                         | 13 de março de 1878     |
| Eureka                 | Humboldt        | 27 191           | 24,29                     | 1 119,24                       | 18 de abril de 1856     |
| Exeter                 | Tulare          | 10 334           | 6,37                      | 1 621,94                       | 2 de março de 1911      |
| Fairfax                | Marin           | 7 441            | 5,70                      | 1 305,90                       | 2 de março de 1931      |
| Fairfield              | Solano          | 105 321          | 96,84                     | 1 087,58                       | 12 de dezembro de 1903  |
| Farmersville           | Tulare          | 10 588           | 5,85                      | 1 808,87                       | 5 de outubro de 1960    |
| Ferndale               | Humboldt        | 1 371            | 2,67                      | 513,93                         | 28 de agosto de 1893    |
| Fillmore               | Ventura         | 15 002           | 8,70                      | 1 723,90                       | 10 de julho de 1914     |
| Firebaugh              | Fresno          | 7 549            | 8,96                      | 842,39                         | 17 de setembro de 1914  |
| Folsom                 | Sacramento      | 72 203           | 56,85                     | 1 270,06                       | 20 de abril de 1946     |
| Fontana                | San Bernardino  | 196 069          | 109,89                    | 1 784,18                       | 25 de junho de 1952     |
| Fort Bragg             | Mendocino       | 7 273            | 7,12                      | 1 021,13                       | 5 de agosto de 1889     |
| Fort Jones             | Siskiyou        | 839              | 1,55                      | 539,90                         | 16 de março de 1872     |
| Fortuna                | Humboldt        | 11 926           | 12,56                     | 949,41                         | 20 de janeiro de 1906   |
| Foster City            | San Mateo       | 30 567           | 9,74                      | 3 138,83                       | 27 de abril de 1971     |
| Fountain Valley        | Orange          | 55 313           | 23,36                     | 2 367,68                       | 13 de junho de 1957     |
| Fowler                 | Fresno          | 5 570            | 6,55                      | 850,04                         | 15 de junho de 1908     |
| Fremont                | Alameda         | 214 089          | 200,62                    | 1 067,13                       | 23 de janeiro de 1956   |
| Fresno                 | Fresno          | 494 665          | 289,98                    | 1 705,89                       | 12 de outubro de 1885   |
| Fullerton              | Orange          | 135 161          | 57,89                     | 2 334,94                       | 15 de fevereiro de 1904 |
| Galt                   | Sacramento      | 23 647           | 15,36                     | 1 539,66                       | 16 de agosto de 1946    |
| Garden Grove           | Orange          | 170 883          | 46,46                     | 3 677,72                       | 18 de junho de 1956     |
| Gardena                | Los Angeles     | 58 829           | 15,10                     | 3 896,06                       | 11 de setembro de 1930  |
| Gilroy                 | Santa Clara     | 48 821           | 41,83                     | 1 167,18                       | 12 de março de 1870     |
| Glendale               | Los Angeles     | 191 719          | 78,87                     | 2 430,97                       | 15 de fevereiro de 1906 |
| Glendora               | Los Angeles     | 50 073           | 50,22                     | 997,08                         | 13 de novembro de 1911  |
| Goleta                 | Santa Bárbara   | 29 888           | 20,46                     | 1 460,74                       | 1 de fevereiro de 2002  |
| Gonzales               | Monterey        | 8 187            | 4,97                      | 1 646,36                       | 14 de janeiro de 1947   |
| Grand Terrace          | San Bernardino  | 12 040           | 9,06                      | 1 328,19                       | 30 de novembro de 1978  |
| Grass Valley           | Nevada          | 12 860           | 12,28                     | 1 047,53                       | 13 de março de 1893     |
| Greenfield             | Monterey        | 16 330           | 5,54                      | 2 946,28                       | 7 de janeiro de 1947    |
| Gridley                | Butte           | 6 584            | 5,36                      | 1 228,07                       | 23 de novembro de 1905  |
| Grover Beach           | San Luis Obispo | 13 156           | 5,98                      | 2 198,94                       | 21 de dezembro de 1959  |
| Guadalupe              | Santa Bárbara   | 7 080            | 3,39                      | 2 086,72                       | 3 de agosto de 1946     |
| Gustine                | Merced          | 5 520            | 4,01                      | 1 375,02                       | 11 de novembro de 1915  |
| Half Moon Bay          | San Mateo       | 11 324           | 16,63                     | 681,03                         | 15 de julho de 1959     |
| Hanford                | Kings           | 53 967           | 42,97                     | 1 255,98                       | 12 de agosto de 1891    |
| Hawaiian Gardens       | Los Angeles     | 14 254           | 2,46                      | 5 793,16                       | 9 de abril de 1964      |
| Hawthorne              | Los Angeles     | 84 293           | 15,75                     | 5 352,91                       | 12 de julho de 1922     |
| Hayward                | Alameda         | 144 186          | 117,38                    | 1 228,39                       | 11 de março de 1876     |
| Healdsburg             | Sonoma          | 11 254           | 11,55                     | 974,26                         | 20 de fevereiro de 1867 |
| Hemet                  | Riverside       | 78 657           | 72,13                     | 1 090,47                       | 20 de janeiro de 1910   |
| Hercules               | Contra Costa    | 24 060           | 16,08                     | 1 495,91                       | 15 de dezembro de 1900  |
| Hermosa Beach          | Los Angeles     | 19 506           | 3,70                      | 5 266,65                       | 14 de janeiro de 1907   |
| Hesperia               | San Bernardino  | 90 173           | 189,33                    | 476,28                         | 1 de julho de 1988      |
| Hidden Hills           | Los Angeles     | 1 856            | 4,38                      | 424,03                         | 19 de outubro de 1961   |
| Highland               | San Bernardino  | 53 104           | 48,59                     | 1 092,94                       | 24 de novembro de 1987  |
| Hillsborough           | San Mateo       | 10 825           | 16,03                     | 675,21                         | 5 de maio de 1910       |
| Hollister              | San Benito      | 34 928           | 18,88                     | 1 849,90                       | 26 de março de 1872     |
| Holtville              | Imperial        | 5 939            | 2,98                      | 1 993,97                       | 1 de julho de 1908      |
| Hughson                | Stanislaus      | 6 640            | 4,71                      | 1 408,64                       | 9 de dezembro de 1972   |
| Huntington Beach       | Orange          | 189 992          | 69,28                     | 2 742,29                       | 17 de fevereiro de 1909 |
| Huntington Park        | Los Angeles     | 58 114           | 7,80                      | 7 454,47                       | 1 de setembro de 1906   |
| Huron                  | Fresno          | 6 754            | 4,12                      | 1 640,08                       | 3 de maio de 1951       |
| Imperial               | Imperial        | 14 758           | 15,18                     | 972,37                         | 12 de julho de 1904     |
| Imperial Beach         | San Diego       | 26 324           | 10,77                     | 2 443,21                       | 18 de julho de 1956     |
| Indian Wells           | Riverside       | 4 958            | 37,09                     | 133,68                         | 14 de julho de 1967     |
| Indio                  | Riverside       | 76 036           | 75,58                     | 1 006,09                       | 16 de maio de 1930      |
| Industry               | Los Angeles     | 219              | 30,51                     | 7,18                           | 18 de junho de 1957     |
| Inglewood              | Los Angeles     | 109 673          | 23,49                     | 4 668,69                       | 7 de fevereiro de 1908  |
| Ione                   | Amador          | 7 918            | 12,33                     | 642,26                         | 23 de março de 1953     |
| Irvine                 | Orange          | 212 375          | 171,22                    | 1 240,33                       | 28 de dezembro de 1971  |
| Irwindale              | Los Angeles     | 1 422            | 22,87                     | 62,18                          | 6 de agosto de 1957     |
| Isleton                | Sacramento      | 804              | 1,14                      | 705,51                         | 14 de maio de 1923      |
| Jackson                | Amador          | 4 651            | 9,66                      | 481,44                         | 5 de dezembro de 1905   |
| Jurupa Valley          | Riverside       | 94 235           | 112,10                    | 840,63                         | 1 de julho de 2011      |
| Kerman                 | Fresno          | 13 544           | 8,37                      | 1 619,00                       | 2 de julho de 1946      |
| King City              | Monterey        | 12 874           | 9,95                      | 1 294,45                       | 9 de fevereiro de 1911  |
| Kingsburg              | Fresno          | 11 382           | 7,33                      | 1 552,87                       | 29 de maio de 1908      |
| La Cañada Flintridge   | Los Angeles     | 20 246           | 22,35                     | 905,80                         | 30 de novembro de 1976  |
| La Habra               | Orange          | 60 239           | 19,09                     | 3 155,82                       | 20 de janeiro de 1925   |
| La Habra Heights       | Los Angeles     | 5 325            | 15,95                     | 333,77                         | 4 de dezembro de 1978   |
| La Mesa                | San Diego       | 57 065           | 23,52                     | 2 426,53                       | 16 de fevereiro de 1912 |
| La Mirada              | Los Angeles     | 48 527           | 20,31                     | 2 389,84                       | 23 de março de 1960     |
| La Palma               | Orange          | 15 568           | 4,69                      | 3 320,91                       | 26 de outubro de 1955   |
| La Puente              | Los Angeles     | 39 816           | 9,01                      | 4 417,54                       | 1 de agosto de 1956     |
| La Quinta              | Riverside       | 37 467           | 90,96                     | 411,90                         | 1 de maio de 1982       |
| La Verne               | Los Angeles     | 31 063           | 21,83                     | 1 422,72                       | 20 de agosto de 1906    |
| Lafayette              | Contra Costa    | 23 893           | 39,42                     | 606,12                         | 29 de julho de 1968     |
| Laguna Beach           | Orange          | 22 723           | 22,92                     | 991,34                         | 29 de junho de 1927     |
| Laguna Hills           | Orange          | 30 344           | 17,28                     | 1 756,50                       | 20 de dezembro de 1991  |
| Laguna Niguel          | Orange          | 62 979           | 38,41                     | 1 639,67                       | 1 de dezembro de 1989   |
| Laguna Woods           | Orange          | 16 192           | 8,08                      | 2 003,77                       | 24 de março de 1999     |
| Lake Elsinore          | Riverside       | 51 821           | 93,78                     | 552,56                         | 9 de abril de 1888      |
| Lake Forest            | Orange          | 77 264           | 46,15                     | 1 674,06                       | 20 de dezembro de 1991  |
| Lakeport               | Lake            | 4 753            | 7,93                      | 599,72                         | 30 de abril de 1888     |
| Lakewood               | Los Angeles     | 80 048           | 24,37                     | 3 284,45                       | 16 de abril de 1954     |
| Lancaster              | Los Angeles     | 156 633          | 244,18                    | 641,45                         | 22 de novembro de 1977  |
| Larkspur               | Marin           | 11 926           | 7,85                      | 1 519,69                       | 1 de março de 1908      |
| Lathrop                | San Joaquin     | 18 023           | 56,80                     | 317,32                         | 1 de julho de 1989      |
| Lawndale               | Los Angeles     | 32 769           | 5,10                      | 6 422,43                       | 28 de dezembro de 1959  |
| Lemon Grove            | San Diego       | 25 320           | 10,05                     | 2 519,62                       | 1 de julho de 1977      |
| Lemoore                | Kings           | 24 531           | 22,07                     | 1 111,68                       | 4 de julho de 1900      |
| Lincoln                | Placer          | 42 819           | 52,08                     | 822,10                         | 7 de agosto de 1890     |
| Lindsay                | Tulare          | 11 768           | 6,76                      | 1 740,86                       | 28 de fevereiro de 1910 |
| Live Oak               | Sutter          | 8 392            | 4,84                      | 1 732,71                       | 22 de janeiro de 1947   |
| Livermore              | Alameda         | 80 968           | 65,19                     | 1 242,03                       | 1 de abril de 1876      |
| Livingston             | Merced          | 13 058           | 9,63                      | 1 355,30                       | 11 de setembro de 1922  |
| Lodi                   | San Joaquin     | 62 134           | 35,25                     | 1 762,68                       | 6 de dezembro de 1906   |
| Loma Linda             | San Bernardino  | 23 261           | 19,48                     | 1 194,30                       | 29 de setembro de 1970  |
| Lomita                 | Los Angeles     | 20 256           | 4,95                      | 4 094,70                       | 30 de junho de 1964     |
| Lompoc                 | Santa Bárbara   | 42 434           | 30,04                     | 1 412,40                       | 13 de agosto de 1888    |
| Long Beach             | Los Angeles     | 462 257          | 130,25                    | 3 548,98                       | 13 de dezembro de 1897  |
| Loomis                 | Placer          | 6 430            | 18,83                     | 341,49                         | 17 de dezembro de 1984  |
| Los Alamitos           | Orange          | 11 449           | 10,49                     | 1 091,48                       | 1 de março de 1960      |
| Los Altos              | Santa Clara     | 28 976           | 16,81                     | 1 723,84                       | 1 de dezembro de 1952   |
| Los Altos Hills        | Santa Clara     | 7 922            | 22,79                     | 347,58                         | 27 de janeiro de 1956   |
| Los Angeles            | Los Angeles     | 3 792 621        | 1 213,85                  | 3 124,46                       | 4 de abril de 1850      |
| Los Banos              | Merced          | 35 972           | 25,87                     | 1 390,28                       | 8 de maio de 1907       |
| Los Gatos              | Santa Clara     | 29 413           | 28,70                     | 1 024,95                       | 10 de agosto de 1887    |
| Loyalton               | Sierra          | 769              | 0,93                      | 824,76                         | 21 de agosto de 1901    |
| Lynwood                | Los Angeles     | 69 772           | 12,54                     | 5 565,93                       | 21 de julho de 1921     |
| Madera                 | Madera          | 61 416           | 40,90                     | 1 501,76                       | 27 de março de 1907     |
| Malibu                 | Los Angeles     | 12 645           | 51,23                     | 246,83                         | 28 de março de 1991     |
| Mammoth Lakes          | Mono            | 8 234            | 64,41                     | 127,83                         | 20 de agosto de 1984    |
| Manhattan Beach        | Los Angeles     | 35 135           | 10,20                     | 3 443,07                       | 12 de dezembro de 1912  |
| Manteca                | San Joaquin     | 67 096           | 45,92                     | 1 461,13                       | 5 de junho de 1918      |
| Maricopa               | Kern            | 1 154            | 3,88                      | 297,04                         | 25 de julho de 1911     |
| Marina                 | Monterey        | 19 718           | 23,00                     | 857,34                         | 13 de novembro de 1975  |
| Martinez               | Contra Costa    | 35 824           | 31,42                     | 1 140,29                       | 1 de abril de 1876      |
| Marysville             | Yuba            | 12 072           | 8,96                      | 1 347,12                       | 5 de fevereiro de 1851  |
| Maywood                | Los Angeles     | 27 395           | 3,06                      | 8 963,79                       | 2 de setembro de 1924   |
| McFarland              | Kern            | 12 707           | 6,92                      | 1 837,53                       | 18 de julho de 1957     |
| Mendota                | Fresno          | 11 014           | 8,50                      | 1 296,50                       | 17 de junho de 1942     |
| Menifee                | Riverside       | 77 519           | 120,36                    | 644,08                         | 1 de outubro de 2008    |
| Menlo Park             | San Mateo       | 32 026           | 25,36                     | 1 263,05                       | 23 de novembro de 1927  |
| Merced                 | Merced          | 78 958           | 60,40                     | 1 307,28                       | 1 de abril de 1889      |
| Mill Valley            | Marin           | 13 903           | 12,33                     | 1 127,73                       | 1 de setembro de 1900   |
| Millbrae               | San Mateo       | 21 532           | 8,42                      | 2 558,02                       | 14 de janeiro de 1948   |
| Milpitas               | Santa Clara     | 66 790           | 35,20                     | 1 897,55                       | 26 de janeiro de 1954   |
| Mission Viejo          | Orange          | 93 305           | 45,95                     | 2 030,74                       | 31 de março de 1988     |
| Modesto                | Stanislaus      | 201 165          | 95,49                     | 2 106,60                       | 6 de agosto de 1884     |
| Monrovia               | Los Angeles     | 36 590           | 35,22                     | 1 038,79                       | 15 de dezembro de 1887  |
| Montague               | Siskiyou        | 1 443            | 4,61                      | 313,00                         | 28 de janeiro de 1909   |
| Montclair              | San Bernardino  | 36 664           | 14,30                     | 2 564,50                       | 25 de abril de 1956     |
| Monte Sereno           | Santa Clara     | 3 341            | 4,20                      | 796,28                         | 14 de maio de 1957      |
| Montebello             | Los Angeles     | 62 500           | 21,57                     | 2 896,92                       | 16 de outubro de 1920   |
| Monterey               | Monterey        | 27 810           | 21,94                     | 1 267,71                       | 14 de junho de 1890     |
| Monterey Park          | Los Angeles     | 60 269           | 19,87                     | 3 033,90                       | 29 de maio de 1916      |
| Moorpark               | Ventura         | 34 421           | 32,58                     | 1 056,44                       | 1 de julho de 1983      |
| Moraga                 | Contra Costa    | 16 016           | 24,42                     | 655,76                         | 13 de novembro de 1974  |
| Moreno Valley          | Riverside       | 193 365          | 132,79                    | 1 456,19                       | 3 de dezembro de 1984   |
| Morgan Hill            | Santa Clara     | 37 882           | 33,36                     | 1 135,58                       | 10 de novembro de 1906  |
| Morro Bay              | San Luis Obispo | 10 234           | 13,73                     | 745,54                         | 17 de julho de 1964     |
| Mount Shasta           | Siskiyou        | 3 394            | 9,76                      | 347,59                         | 31 de maio de 1905      |
| Mountain View          | Santa Clara     | 74 066           | 31,08                     | 2 383,09                       | 7 de novembro de 1902   |
| Murrieta               | Riverside       | 103 466          | 86,97                     | 1 189,65                       | 1 de julho de 1991      |
| Napa                   | Napa            | 76 915           | 46,21                     | 1 664,63                       | 23 de março de 1872     |
| National City          | San Diego       | 58 582           | 18,86                     | 3 106,96                       | 17 de setembro de 1887  |
| Needles                | San Bernardino  | 4 844            | 79,80                     | 60,70                          | 30 de outubro de 1913   |
| Nevada City            | Nevada          | 3 068            | 5,67                      | 540,90                         | 19 de abril de 1856     |
| Newark                 | Alameda         | 42 573           | 35,92                     | 1 185,11                       | 22 de setembro de 1955  |
| Newman                 | Stanislaus      | 10 224           | 5,44                      | 1 879,77                       | 10 de junho de 1908     |
| Newport Beach          | Orange          | 85 186           | 61,64                     | 1 381,95                       | 1 de setembro de 1906   |
| Norco                  | Riverside       | 27 063           | 36,16                     | 748,50                         | 28 de dezembro de 1964  |
| Norwalk                | Los Angeles     | 105 549          | 25,15                     | 4 196,98                       | 26 de agosto de 1957    |
| Novato                 | Marin           | 51 904           | 71,07                     | 730,33                         | 20 de janeiro de 1960   |
| Oakdale                | Stanislaus      | 20 675           | 15,64                     | 1 321,63                       | 24 de novembro de 1906  |
| Oakland                | Alameda         | 390 724          | 144,50                    | 2 704,06                       | 4 de maio de 1852       |
| Oakley                 | Contra Costa    | 35 432           | 41,05                     | 863,11                         | 1 de julho de 1999      |
| Oceanside              | San Diego       | 167 086          | 106,79                    | 1 564,69                       | 3 de julho de 1888      |
| Ojai                   | Ventura         | 7 461            | 11,37                     | 656,20                         | 5 de agosto de 1921     |
| Ontario                | San Bernardino  | 163 924          | 129,34                    | 1 267,35                       | 10 de dezembro de 1891  |
| Orange                 | Orange          | 136 416          | 64,23                     | 2 123,81                       | 6 de abril de 1888      |
| Orange Cove            | Fresno          | 9 078            | 4,95                      | 1 835,10                       | 20 de janeiro de 1948   |
| Orinda                 | Contra Costa    | 17 643           | 32,84                     | 537,22                         | 1 de julho de 1985      |
| Orland                 | Glenn           | 7 291            | 7,69                      | 947,84                         | 11 de novembro de 1909  |
| Oroville               | Butte           | 15 546           | 33,64                     | 462,07                         | 3 de janeiro de 1906    |
| Oxnard                 | Ventura         | 197 899          | 69,64                     | 2 841,55                       | 30 de junho de 1903     |
| Pacific Grove          | Monterey        | 15 041           | 7,41                      | 2 030,55                       | 5 de julho de 1889      |
| Pacifica               | San Mateo       | 37 234           | 32,79                     | 1 135,56                       | 22 de novembro de 1957  |
| Palm Desert            | Riverside       | 48 445           | 69,44                     | 697,68                         | 26 de novembro de 1973  |
| Palm Springs           | Riverside       | 44 552           | 243,77                    | 182,76                         | 20 de abril de 1938     |
| Palmdale               | Los Angeles     | 152 750          | 274,44                    | 556,60                         | 24 de agosto de 1962    |
| Palo Alto              | Santa Clara     | 64 403           | 61,85                     | 1 041,30                       | 23 de abril de 1894     |
| Palos Verdes Estates   | Los Angeles     | 13 438           | 12,35                     | 1 087,72                       | 20 de dezembro de 1939  |
| Paradise               | Butte           | 26 218           | 47,42                     | 552,86                         | 27 de novembro de 1979  |
| Paramount              | Los Angeles     | 54 098           | 12,25                     | 4 415,93                       | 30 de janeiro de 1957   |
| Parlier                | Fresno          | 14 494           | 5,67                      | 2 555,33                       | 15 de novembro de 1921  |
| Pasadena               | Los Angeles     | 137 122          | 59,49                     | 2 304,88                       | 19 de junho de 1886     |
| Patterson              | Stanislaus      | 20 413           | 15,41                     | 1 324,62                       | 22 de dezembro de 1919  |
| Perris                 | Riverside       | 68 386           | 81,30                     | 841,16                         | 26 de maio de 1911      |
| Petaluma               | Sonoma          | 57 941           | 37,24                     | 1 555,71                       | 12 de abril de 1858     |
| Pico Rivera            | Los Angeles     | 62 942           | 21,50                     | 2 927,96                       | 29 de janeiro de 1958   |
| Piedmont               | Alameda         | 10 667           | 4,35                      | 2 451,52                       | 31 de janeiro de 1907   |
| Pinole                 | Contra Costa    | 18 390           | 13,78                     | 1 334,67                       | 25 de junho de 1903     |
| Pismo Beach            | San Luis Obispo | 7 655            | 9,32                      | 821,00                         | 25 de abril de 1946     |
| Pittsburg              | Contra Costa    | 63 264           | 44,60                     | 1 418,49                       | 25 de junho de 1903     |
| Placentia              | Orange          | 50 533           | 17,02                     | 2 969,70                       | 2 de dezembro de 1926   |
| Placerville            | El Dorado       | 10 389           | 15,05                     | 690,40                         | 13 de maio de 1854      |
| Pleasant Hill          | Contra Costa    | 33 152           | 18,31                     | 1 810,48                       | 14 de novembro de 1961  |
| Pleasanton             | Alameda         | 70 285           | 62,44                     | 1 125,56                       | 18 de junho de 1894     |
| Plymouth               | Amador          | 1 005            | 2,41                      | 417,24                         | 8 de fevereiro de 1917  |
| Point Arena            | Mendocino       | 449              | 3,50                      | 128,41                         | 11 de julho de 1908     |
| Pomona                 | Los Angeles     | 149 058          | 59,44                     | 2 507,70                       | 6 de janeiro de 1888    |
| Port Hueneme           | Ventura         | 21 723           | 11,53                     | 1 884,79                       | 24 de março de 1948     |
| Porterville            | Tulare          | 54 165           | 45,61                     | 1 187,58                       | 7 de maio de 1902       |
| Portola                | Plumas          | 2 104            | 14,01                     | 150,16                         | 16 de maio de 1946      |
| Portola Valley         | San Mateo       | 4 353            | 23,54                     | 184,90                         | 14 de julho de 1964     |
| Poway                  | San Diego       | 47 811           | 101,22                    | 472,36                         | 1 de dezembro de 1980   |
| Rancho Cordova         | Sacramento      | 64 776           | 86,79                     | 746,35                         | 1 de julho de 2003      |
| Rancho Cucamonga       | San Bernardino  | 165 269          | 103,21                    | 1 601,27                       | 30 de novembro de 1977  |
| Rancho Mirage          | Riverside       | 17 218           | 63,33                     | 271,90                         | 3 de agosto de 1973     |
| Rancho Palos Verdes    | Los Angeles     | 41 643           | 34,86                     | 1 194,54                       | 7 de setembro de 1973   |
| Rancho Santa Margarita | Orange          | 47 853           | 33,57                     | 1 425,63                       | 1 de janeiro de 2000    |
| Red Bluff              | Tehama          | 14 076           | 19,58                     | 718,89                         | 31 de março de 1876     |
| Redding                | Shasta          | 89 861           | 154,49                    | 581,65                         | 4 de outubro de 1887    |
| Redlands               | San Bernardino  | 68 747           | 93,58                     | 734,66                         | 3 de dezembro de 1888   |
| Redondo Beach          | Los Angeles     | 66 748           | 16,06                     | 4 156,70                       | 29 de abril de 1892     |
| Redwood City           | San Mateo       | 76 815           | 50,30                     | 1 527,21                       | 11 de maio de 1867      |
| Reedley                | Fresno          | 24 194           | 13,16                     | 1 838,85                       | 18 de fevereiro de 1913 |
| Rialto                 | San Bernardino  | 99 171           | 57,89                     | 1 713,21                       | 17 de novembro de 1911  |
| Richmond               | Contra Costa    | 103 701          | 77,88                     | 1 331,53                       | 7 de agosto de 1905     |
| Ridgecrest             | Kern            | 27 616           | 53,79                     | 513,37                         | 29 de novembro de 1963  |
| Rio Dell               | Humboldt        | 3 368            | 5,91                      | 570,35                         | 23 de fevereiro de 1965 |
| Rio Vista              | Solano          | 7 360            | 17,33                     | 424,77                         | 6 de janeiro de 1894    |
| Ripon                  | San Joaquin     | 14 297           | 13,73                     | 1 041,53                       | 27 de novembro de 1945  |
| Riverbank              | Stanislaus      | 22 678           | 10,59                     | 2 140,84                       | 23 de agosto de 1922    |
| Riverside              | Riverside       | 303 871          | 210,15                    | 1 445,96                       | 11 de outubro de 1883   |
| Rocklin                | Placer          | 56 974           | 50,61                     | 1 125,78                       | 24 de fevereiro de 1893 |
| Rohnert Park           | Sonoma          | 40 971           | 18,13                     | 2 259,86                       | 28 de agosto de 1962    |
| Rolling Hills          | Los Angeles     | 1 860            | 7,74                      | 240,18                         | 24 de janeiro de 1957   |
| Rolling Hills Estates  | Los Angeles     | 8 067            | 9,25                      | 872,46                         | 18 de setembro de 1957  |
| Rosemead               | Los Angeles     | 53 764           | 13,36                     | 4 022,95                       | 4 de agosto de 1959     |
| Roseville              | Placer          | 118 788          | 93,81                     | 1 266,27                       | 10 de abril de 1909     |
| Ross                   | Marin           | 2 415            | 4,04                      | 597,72                         | 21 de agosto de 1908    |
| Sacramento             | Sacramento      | 466 488          | 253,61                    | 1 839,38                       | 27 de fevereiro de 1850 |
| Salinas                | Monterey        | 150 441          | 60,04                     | 2 505,85                       | 4 de março de 1874      |
| San Anselmo            | Marin           | 12 336           | 6,94                      | 1 777,22                       | 9 de abril de 1907      |
| San Bernardino         | San Bernardino  | 209 924          | 153,33                    | 1 369,12                       | 10 de agosto de 1869    |
| San Bruno              | San Mateo       | 41 114           | 14,19                     | 2 896,75                       | 23 de dezembro de 1914  |
| San Carlos             | San Mateo       | 28 406           | 14,35                     | 1 979,71                       | 8 de julho de 1925      |
| San Clemente           | Orange          | 63 522           | 48,46                     | 1 310,85                       | 28 de fevereiro de 1928 |
| San Diego              | San Diego       | 1 307 402        | 842,24                    | 1 552,29                       | 27 de março de 1850     |
| San Dimas              | Los Angeles     | 33 371           | 38,95                     | 856,69                         | 4 de agosto de 1960     |
| San Jacinto            | Riverside       | 44 199           | 66,61                     | 663,50                         | 20 de abril de 1888     |
| San Joaquin            | Fresno          | 4 001            | 2,98                      | 1 343,30                       | 14 de fevereiro de 1920 |
| San Juan Bautista      | San Benito      | 1 862            | 1,84                      | 1 012,57                       | 4 de maio de 1896       |
| San Juan Capistrano    | Orange          | 34 593           | 36,57                     | 945,92                         | 19 de abril de 1961     |
| San Leandro            | Alameda         | 84 950           | 34,55                     | 2 458,72                       | 21 de março de 1872     |
| San Luis Obispo        | San Luis Obispo | 45 119           | 33,10                     | 1 363,11                       | 16 de fevereiro de 1856 |
| San Marcos             | San Diego       | 83 781           | 63,12                     | 1 327,37                       | 28 de janeiro de 1963   |
| San Marino             | Los Angeles     | 13 147           | 9,76                      | 1 346,44                       | 25 de abril de 1913     |
| San Mateo              | San Mateo       | 97 207           | 31,42                     | 3 094,13                       | 4 de setembro de 1894   |
| San Pablo              | Contra Costa    | 29 139           | 6,81                      | 4 277,81                       | 27 de abril de 1948     |
| San Ramon              | Contra Costa    | 72 148           | 46,78                     | 1 542,44                       | 1 de julho de 1983      |
| Sand City              | Monterey        | 334              | 1,45                      | 230,28                         | 31 de maio de 1960      |
| Sanger                 | Fresno          | 24 270           | 14,30                     | 1 697,59                       | 9 de maio de 1911       |
| Santa Ana              | Orange          | 324 528          | 70,63                     | 4 594,83                       | 1 de junho de 1886      |
| Santa Bárbara          | Santa Bárbara   | 88 410           | 50,43                     | 1 753,23                       | 9 de abril de 1850      |
| Santa Clara            | Santa Clara     | 116 468          | 47,68                     | 2 442,62                       | 5 de julho de 1852      |
| Santa Clarita          | Los Angeles     | 176 320          | 136,54                    | 1 291,30                       | 15 de dezembro de 1987  |
| Santa Cruz             | Santa Cruz      | 59 946           | 33,00                     | 1 816,74                       | 31 de março de 1866     |
| Santa Fe Springs       | Los Angeles     | 16 223           | 22,97                     | 706,17                         | 15 de maio de 1957      |
| Santa Helena           | Napa            | 5 814            | 12,92                     | 449,86                         | 24 de março de 1876     |
| Santa Maria            | Santa Bárbara   | 99 553           | 58,95                     | 1 688,82                       | 12 de setembro de 1905  |
| Santa Mônica           | Los Angeles     | 89 736           | 21,78                     | 4 119,77                       | 30 de novembro de 1886  |
| Santa Paula            | Ventura         | 29 321           | 11,89                     | 2 466,43                       | 22 de abril de 1902     |
| Santa Rosa             | Sonoma          | 167 815          | 106,94                    | 1 569,24                       | 26 de março de 1868     |
| Santee                 | San Diego       | 53 413           | 42,06                     | 1 269,88                       | 1 de dezembro de 1980   |
| São Fernando           | Los Angeles     | 23 645           | 6,14                      | 3 852,06                       | 31 de agosto de 1911    |
| São Francisco          | São Francisco   | 805 235          | 121,39                    | 6 633,30                       | 18 de fevereiro de 1850 |
| São Gabriel            | Los Angeles     | 39 718           | 10,72                     | 3 704,16                       | 24 de abril de 1913     |
| São José               | Santa Clara     | 945 942          | 457,21                    | 2 068,94                       | 27 de março de 1850     |
| São Rafael             | Marin           | 57 713           | 42,66                     | 1 352,95                       | 18 de fevereiro de 1874 |
| Saratoga               | Santa Clara     | 29 926           | 32,06                     | 933,32                         | 22 de outubro de 1956   |
| Sausalito              | Marin           | 7 061            | 4,58                      | 1 540,26                       | 4 de setembro de 1893   |
| Scotts Valley          | Santa Cruz      | 11 580           | 11,89                     | 974,09                         | 2 de agosto de 1966     |
| Seal Beach             | Orange          | 24 168           | 29,24                     | 826,51                         | 27 de outubro de 1915   |
| Seaside                | Monterey        | 33 025           | 23,93                     | 1 379,98                       | 13 de outubro de 1954   |
| Sebastopol             | Sonoma          | 7 379            | 4,79                      | 1 540,03                       | 13 de junho de 1902     |
| Selma                  | Fresno          | 23 219           | 13,31                     | 1 744,15                       | 15 de março de 1893     |
| Shafter                | Kern            | 16 988           | 72,36                     | 234,76                         | 20 de janeiro de 1938   |
| Shasta Lake            | Shasta          | 10 164           | 28,28                     | 359,37                         | 2 de julho de 1993      |
| Sierra Madre           | Los Angeles     | 10 917           | 7,64                      | 1 428,84                       | 2 de fevereiro de 1907  |
| Signal Hill            | Los Angeles     | 11 016           | 5,67                      | 1 942,15                       | 22 de abril de 1924     |
| Simi Valley            | Ventura         | 124 237          | 107,43                    | 1 156,42                       | 10 de outubro de 1969   |
| Solana Beach           | San Diego       | 12 867           | 9,12                      | 1 411,36                       | 1 de julho de 1986      |
| Soledad                | Monterey        | 25 738           | 11,42                     | 2 253,40                       | 9 de março de 1921      |
| Solvang                | Santa Bárbara   | 5 245            | 6,29                      | 833,38                         | 1 de maio de 1985       |
| Sonoma                 | Sonoma          | 10 648           | 7,10                      | 1 500,44                       | 3 de setembro de 1883   |
| Sonora                 | Tuolumne        | 4 903            | 7,93                      | 618,65                         | 1 de maio de 1851       |
| South El Monte         | Los Angeles     | 20 116           | 7,36                      | 2 734,80                       | 30 de julho de 1958     |
| South Gate             | Los Angeles     | 94 396           | 18,75                     | 5 034,05                       | 20 de janeiro de 1923   |
| South Lake Tahoe       | El Dorado       | 21 403           | 26,31                     | 813,36                         | 30 de novembro de 1965  |
| South Pasadena         | Los Angeles     | 25 619           | 8,83                      | 2 900,75                       | 2 de março de 1888      |
| South San Francisco    | San Mateo       | 63 632           | 23,67                     | 2 688,01                       | 19 de setembro de 1908  |
| Stanton                | Orange          | 38 186           | 8,16                      | 4 680,54                       | 4 de junho de 1956      |
| Stockton               | San Joaquin     | 291 707          | 159,72                    | 1 826,31                       | 23 de julho de 1850     |
| Suisun City            | Solano          | 28 111           | 10,64                     | 2 640,81                       | 9 de outubro de 1868    |
| Sunnyvale              | Santa Clara     | 140 081          | 56,95                     | 2 459,55                       | 24 de dezembro de 1912  |
| Susanville             | Lassen          | 17 947           | 20,54                     | 873,82                         | 24 de agosto de 1900    |
| Sutter Creek           | Amador          | 2 501            | 6,63                      | 377,20                         | 11 de fevereiro de 1913 |
| Taft                   | Kern            | 9 327            | 39,13                     | 238,33                         | 7 de novembro de 1910   |
| Tehachapi              | Kern            | 14 414           | 25,56                     | 563,86                         | 13 de agosto de 1909    |
| Tehama                 | Tehama          | 418              | 2,05                      | 204,29                         | 5 de julho de 1906      |
| Temecula               | Riverside       | 100 097          | 78,09                     | 1 281,85                       | 1 de dezembro de 1989   |
| Temple City            | Los Angeles     | 35 558           | 10,39                     | 3 423,70                       | 25 de maio de 1960      |
| Thousand Oaks          | Ventura         | 126 683          | 142,53                    | 888,83                         | 7 de outubro de 1964    |
| Tiburon                | Marin           | 8 962            | 11,53                     | 777,58                         | 23 de junho de 1964     |
| Torrance               | Los Angeles     | 145 438          | 53,04                     | 2 741,89                       | 12 de maio de 1921      |
| Tracy                  | San Joaquin     | 82 922           | 56,98                     | 1 455,29                       | 22 de julho de 1910     |
| Trinidad               | Humboldt        | 367              | 1,24                      | 295,21                         | 7 de novembro de 1870   |
| Truckee                | Nevada          | 16 180           | 83,71                     | 193,29                         | 23 de março de 1993     |
| Tulare                 | Tulare          | 59 278           | 54,21                     | 1 093,52                       | 5 de abril de 1888      |
| Tulelake               | Siskiyou        | 1 010            | 1,06                      | 951,13                         | 1 de março de 1937      |
| Turlock                | Stanislaus      | 68 549           | 43,85                     | 1 563,31                       | 15 de fevereiro de 1908 |
| Tustin                 | Orange          | 75 540           | 28,70                     | 2 632,32                       | 21 de setembro de 1927  |
| Twentynine Palms       | San Bernardino  | 25 048           | 153,17                    | 163,53                         | 23 de novembro de 1987  |
| Ukiah                  | Mendocino       | 16 075           | 12,10                     | 1 329,03                       | 8 de março de 1876      |
| Union City             | Alameda         | 69 516           | 50,43                     | 1 378,55                       | 26 de janeiro de 1959   |
| Upland                 | San Bernardino  | 73 732           | 40,46                     | 1 822,54                       | 15 de maio de 1906      |
| Vacaville              | Solano          | 92 428           | 73,48                     | 1 257,90                       | 9 de agosto de 1892     |
| Vallejo                | Solano          | 115 942          | 79,43                     | 1 459,58                       | 30 de março de 1868     |
| Ventura                | Ventura         | 106 433          | 56,07                     | 1 898,11                       | 2 de abril de 1866      |
| Vernon                 | Los Angeles     | 112              | 12,87                     | 8,70                           | 22 de setembro de 1905  |
| Victorville            | San Bernardino  | 115 903          | 189,54                    | 611,51                         | 21 de setembro de 1962  |
| Villa Park             | Orange          | 5 812            | 5,39                      | 1 078,86                       | 11 de janeiro de 1962   |
| Visalia                | Tulare          | 124 442          | 93,89                     | 1 325,44                       | 27 de fevereiro de 1874 |
| Vista                  | San Diego       | 93 834           | 48,38                     | 1 939,48                       | 28 de janeiro de 1963   |
| Walnut                 | Los Angeles     | 29 172           | 23,28                     | 1 252,88                       | 19 de janeiro de 1959   |
| Walnut Creek           | Contra Costa    | 64 173           | 51,18                     | 1 253,91                       | 21 de outubro de 1914   |
| Wasco                  | Kern            | 25 545           | 24,42                     | 1 045,92                       | 22 de dezembro de 1945  |
| Waterford              | Stanislaus      | 8 456            | 6,03                      | 1 401,24                       | 7 de novembro de 1969   |
| Watsonville            | Santa Cruz      | 51 199           | 17,33                     | 2 954,86                       | 30 de março de 1868     |
| Weed                   | Siskiyou        | 2 967            | 12,41                     | 239,16                         | 25 de janeiro de 1961   |
| West Covina            | Los Angeles     | 106 098          | 41,54                     | 2 553,91                       | 17 de fevereiro de 1923 |
| West Hollywood         | Los Angeles     | 34 399           | 4,90                      | 7 027,26                       | 29 de novembro de 1984  |
| West Sacramento        | Yolo            | 48 744           | 55,50                     | 878,22                         | 1 de janeiro de 1987    |
| Westlake Village       | Los Angeles     | 8 270            | 13,44                     | 615,23                         | 11 de dezembro de 1981  |
| Westminster            | Orange          | 89 701           | 26,03                     | 3 446,14                       | 27 de março de 1957     |
| Westmorland            | Imperial        | 2 225            | 1,53                      | 1 456,06                       | 30 de junho de 1934     |
| Wheatland              | Yuba            | 3 456            | 3,83                      | 901,60                         | 23 de abril de 1874     |
| Whittier               | Los Angeles     | 85 331           | 37,94                     | 2 248,91                       | 25 de fevereiro de 1898 |
| Wildomar               | Riverside       | 32 176           | 61,36                     | 524,41                         | 1 de julho de 2008      |
| Williams               | Colusa          | 5 123            | 14,09                     | 363,60                         | 17 de maio de 1920      |
| Willits                | Mendocino       | 4 888            | 7,25                      | 674,02                         | 19 de novembro de 1888  |
| Willows                | Glenn           | 6 166            | 7,38                      | 835,34                         | 16 de janeiro de 1886   |
| Windsor                | Sonoma          | 26 801           | 18,83                     | 1 423,37                       | 1 de julho de 1992      |
| Winters                | Yolo            | 6 624            | 7,54                      | 878,88                         | 9 de fevereiro de 1898  |
| Woodlake               | Tulare          | 7 279            | 5,83                      | 1 249,08                       | 23 de setembro de 1941  |
| Woodland               | Yolo            | 55 468           | 39,63                     | 1 399,76                       | 22 de fevereiro de 1871 |
| Woodside               | San Mateo       | 5 287            | 30,38                     | 174,03                         | 16 de novembro de 1956  |
| Yorba Linda            | Orange          | 64 234           | 50,45                     | 1 273,15                       | 2 de novembro de 1967   |
| Yountville             | Napa            | 2 933            | 3,96                      | 740,16                         | 4 de fevereiro de 1965  |
| Yreka                  | Siskiyou        | 7 765            | 25,85                     | 300,41                         | 21 de abril de 1857     |
| Yuba City              | Sutter          | 64 925           | 37,76                     | 1 719,32                       | 23 de janeiro de 1908   |
| Yucaipa                | San Bernardino  | 51 367           | 72,23                     | 711,11                         | 27 de novembro de 1989  |
| Yucca Valley           | San Bernardino  | 20 700           | 103,65                    | 199,71                         | 27 de novembro de 1991  |